# Dili
Dili (Tetum Dili, portugiesisch Díli) ist die Hauptstadt und das wirtschaftliche Zentrum Osttimors. Sie ist auch die Hauptstadt der Gemeinde Dili.

## Name
Einer Legende nach soll sich der Ortsname „Dili“ vom Tetum-Wort „ai-dila“ für die Papaya ableiten. Den Namen dieser Frucht hörten die Portugiesen demnach als erstes, als sie 1520 die Bucht von Dili erreichten. Allerdings kann dies nicht stimmen, da zu dieser Zeit in der Region Mambai gesprochen wurde. „Motaél“, das Mambai-Wort für „Flussmündung“, von dem sich der Name des heutigen Stadtteils Motael und des ehemaligen, lokalen Reiches ableiten, ist ein Beleg dafür. Tetum breitete sich erst in Dili aus, als der Ort koloniale Hauptstadt wurde. Außerdem ist die Papaya eine amerikanische Frucht, die erst durch die Europäer nach Südostasien kam. Der Ursprung des Namens „Dili“ scheint vielmehr im Bunak-Wort „zili“ (deutsch „Klippe“) zu liegen, das die Klippen hinter der Stadt bezeichnet. Dies ist ein Hinweis darauf, dass in der Region noch vor den austronesischen Sprachen Mambai und Tetum wohl eine Papuasprache, wie das Bunak gesprochen wurde.
Die Einwohner Dilis werden manchmal Karketu genannt, was sich im Namen des Fußballvereins Karketu Dili wiederfindet.

## Geographie
Dili liegt an der Nordküste der Insel Timor. Die Stadt Dili verteilt sich über mehrere Verwaltungsämter: Cristo Rei (Ost-Dili), Dom Aleixo (West-Dili), Nain Feto (Ost-Dili) und Vera Cruz (Zentral-Dili). Das Verwaltungsamt Metinaro liegt außerhalb der Stadt Dili. Ursprünglich gehörte auch die 23,5 km vor Dili gelegene Insel Atauro noch zu den ländlichen Gebieten der Gemeinde, bildet aber seit dem 1. Januar 2022 eine eigene Gemeinde.
25 der 31 Sucos haben als „urban“ klassifizierte Gebiete. Sieben von ihnen haben auch ländlich geprägte Gebiete. Neben den drei Sucos Metinaro gelten Gricenfor, Dare und Balibar als rein ländliche Sucos. Die historischen Stadtteile (bairos), deren Namen oft in Adressen angegeben werden, finden sich nicht immer in den Namen der Verwaltungseinheiten wieder. Immer wieder werden die alten Stadtteile durch die neuen Verwaltungsgrenzen zerschnitten, wie etwa bei Balide oder Ailele Hun. Oft überschneiden sich auch die Bezeichnungen der Stadtteile, so dass eine klare Abtrennung einzelner Stadtteile schwer ist.
Seit November 2015 werden Straßen der Landeshauptstadt kontinuierlich umbenannt, um sie der „nationalen Prägung“ anzugleichen. Begonnen wurde mit 89 Straßen im Stadtzentrum. So wurde aus der Avenida de Portugal ab dem Leuchtturm in Motael die Avenida de Motael und aus der Avenida dos Direitos Humanos (ehemals Avenida Alm. Américo Tomás) die Avenida Nicolau Lobato und die Avenida Marginal.

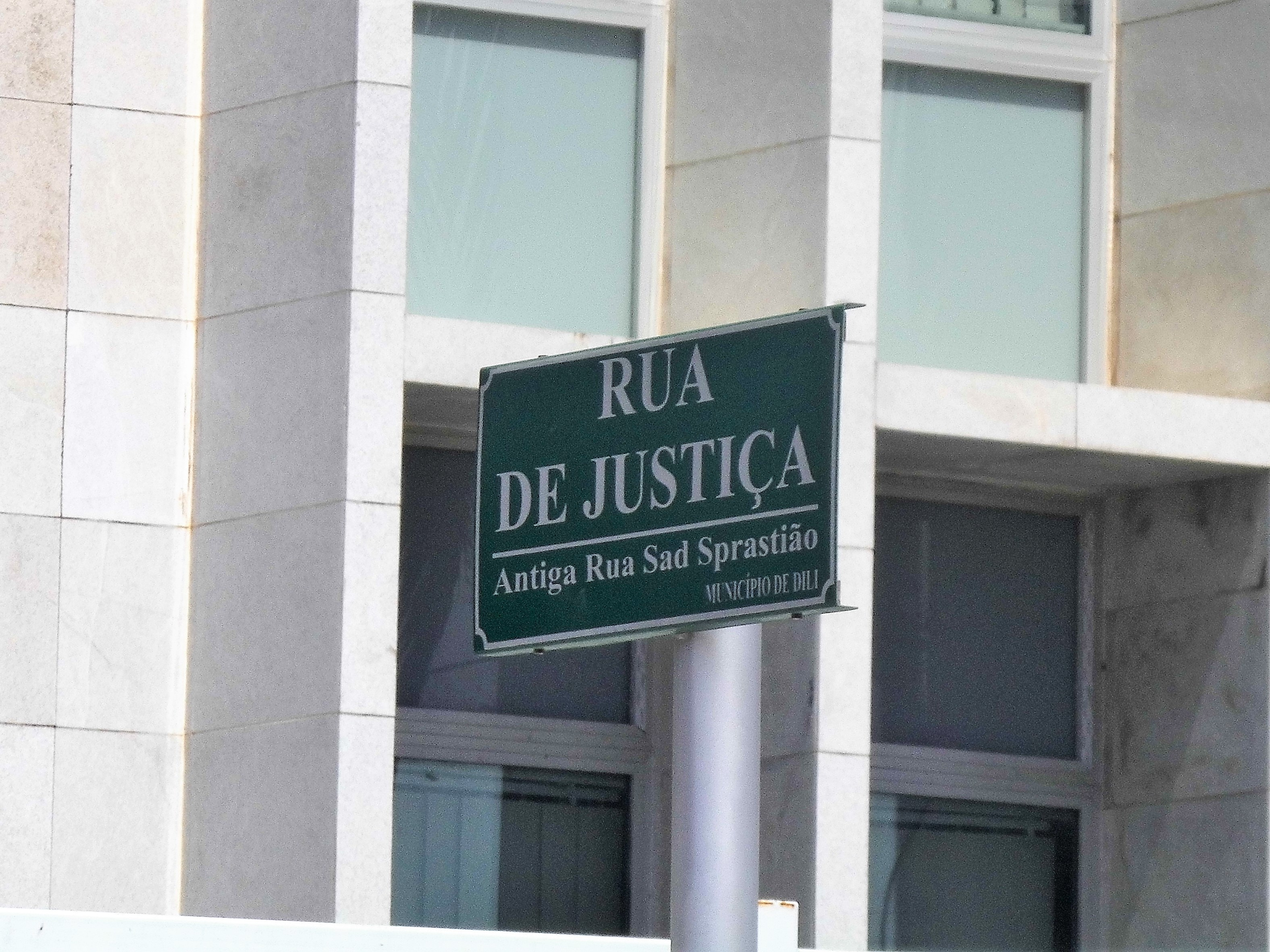
Alte und neue Straßennamen: Rua de Justiça, ehemals Rua Sad Sprastião
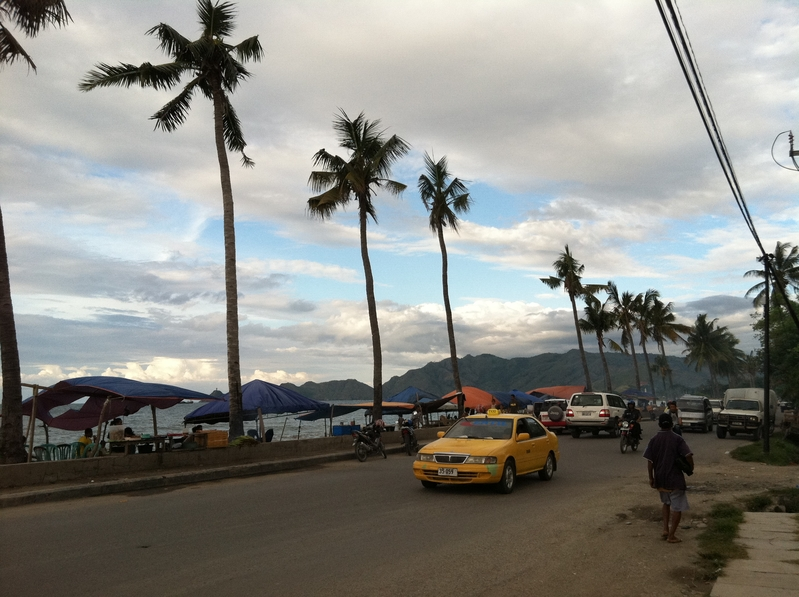
Avenida de Portugal, Fatuhada
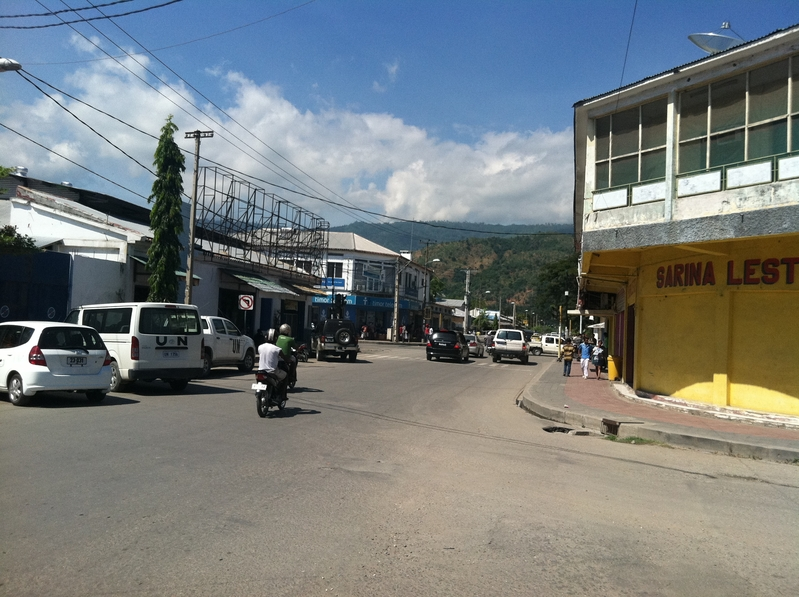
Colmera
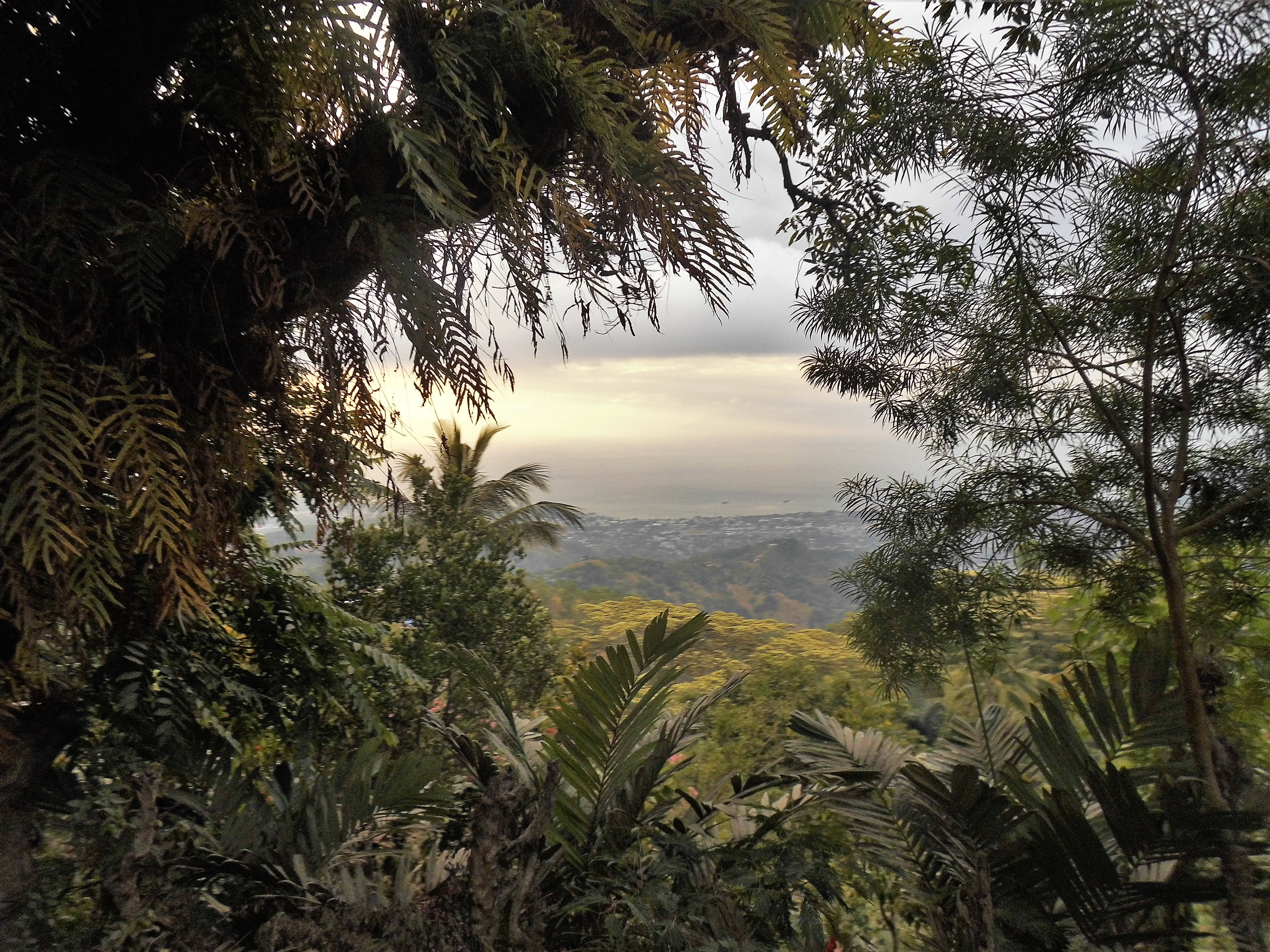
Blick hinab auf Dili von der Bergstraße nach Süden aus.
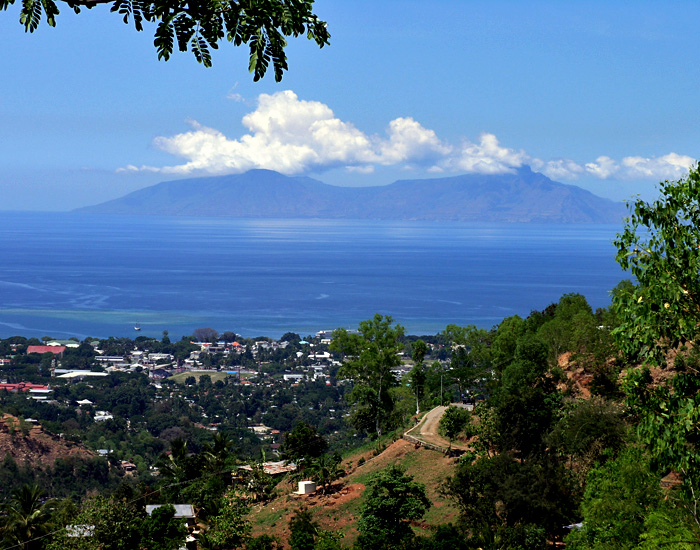
Die Insel Atauro von Dili aus gesehen
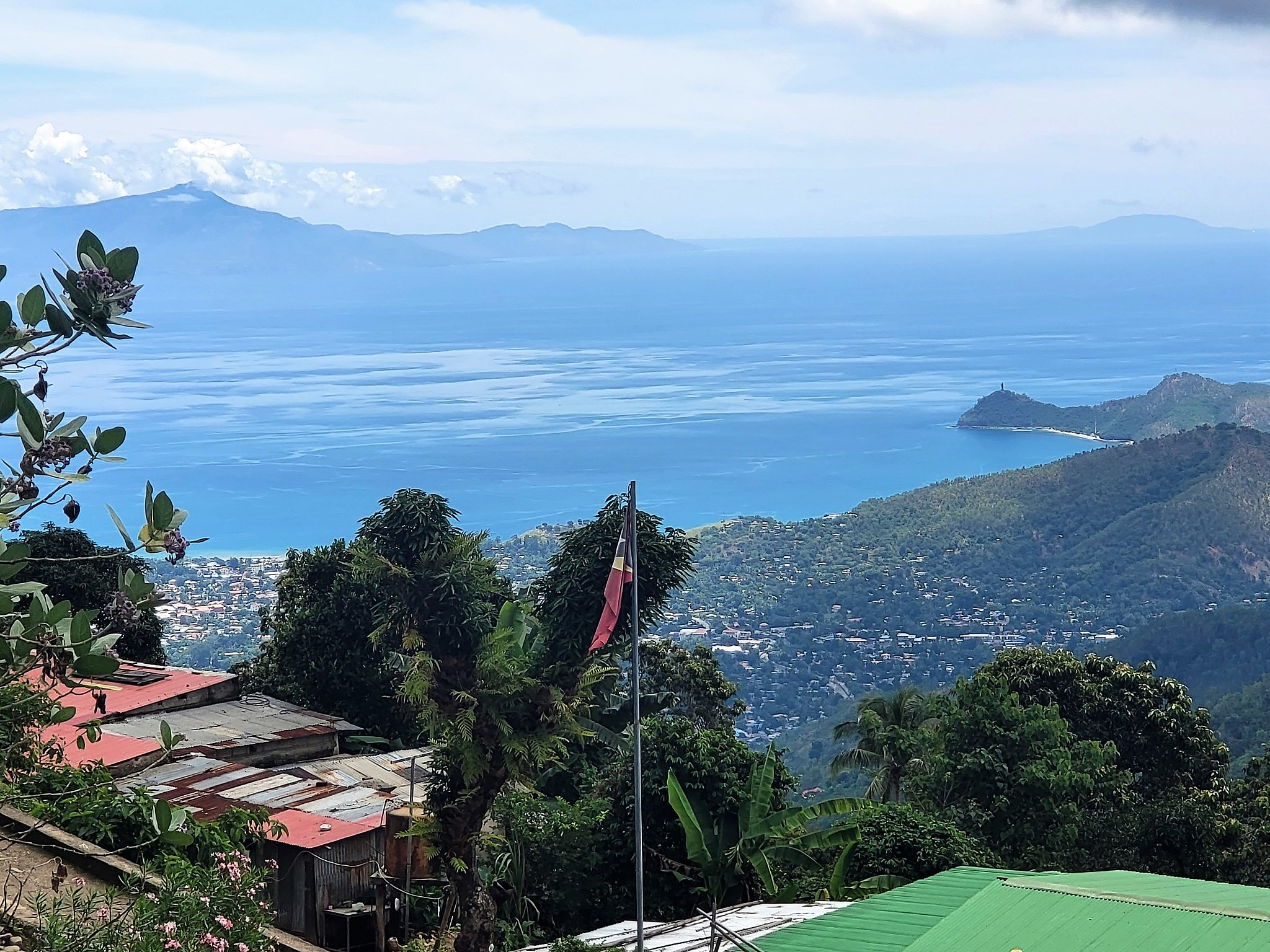
Blick hinab auf Dili und die Bucht von Dili. Im Hintergrund, Atauro und rechts oben die indonesische Insel Wetar

## Verwaltung

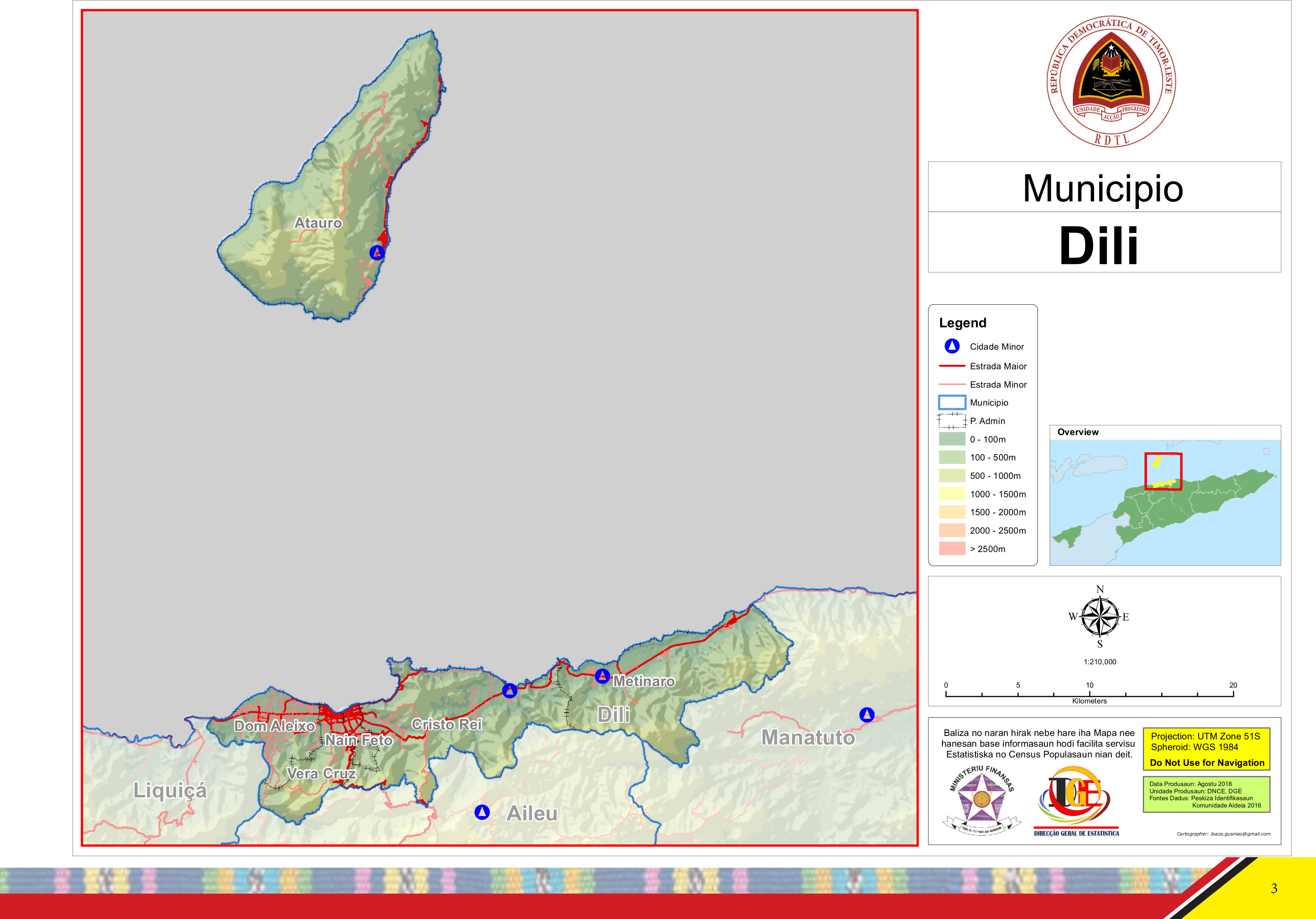
Verwaltungsgliederung der Gemeinden Dili und Atauro

Es gibt keine städtische Verwaltung allein für die Stadt Dili. Die Funktion übernimmt die Administration der Gemeinde Dili, die ebenso für die benachbarten, kleineren Orte zuständig ist. Die Umbenennung des Distrikts Dili in eine Gemeinde erfolgte 2015. Die Administration wird, ebenso wie jene der Verwaltungsämter, von der Landesregierung ernannt. Die Sucos werden von einem gewählten Chefe de Suco und einem gewählten Rat geführt.
Bürgermeister Dilis, die unterhalb des Distriktchefs (Bupati) standen, gab es in der portugiesischen Kolonialzeit und in der indonesischen Besatzungszeit. Das Amt hatte unter den Portugiesen unter anderem Armando Eduardo Pinto Correia und César Mousinho inne, unter den Indonesiern José Abílio Osório Soares, Domingos Maria das Dores Soares und Mateus Maia (1996–1999).

## Einwohner

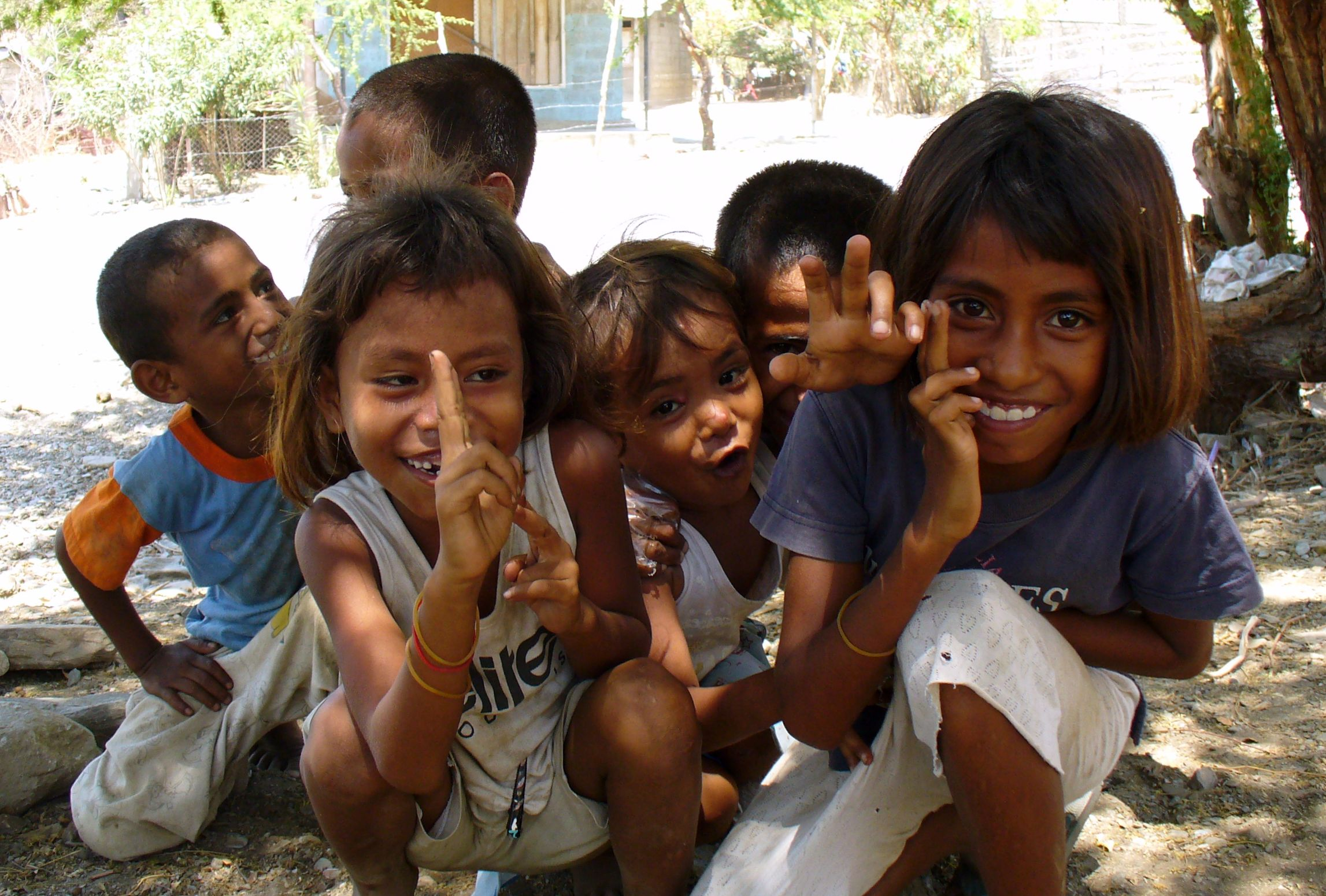
Kinder in Dili

In den als urban definierten Sucos der Stadt Dili leben 95,8 % der Einwohner (etwa 310.600) der Gemeinde Dili. 2015 waren es noch 244.584 Einwohner (Stand 2015). Die Gemeinde Dili hat eine Einwohnerzahl von 324.269 (2022) beinhaltet aber auch ländliche Gebiete, wie zum Beispiel das Verwaltungsamt Metinaro.
Dili ist ein Schmelztiegel der verschiedenen Volksgruppen Osttimors. Aus dem ganzen Land kommen vor allem junge Männer nach Dili auf der Suche nach Arbeit. Daher ist der Männeranteil deutlich höher als der Frauenanteil. In der gesamten Gemeinde Dili nahm die Bevölkerung zwischen 2001 und 2004 um 12,58 % zu. Fast 80.000 der Einwohner waren 2004 außerhalb Dilis geboren worden. Nur 54 % der Einwohner wurden hier geboren worden. 7 % wurden in Baucau geboren, je 5 % in Viqueque und Bobonaro, 4 % in Ermera, der Rest in den anderen Gemeinden oder im Ausland.
Die unterschiedliche Herkunft ist nicht unproblematisch. Vor allem Straßenbanden aus den verschiedenen Landesteilen (Loro Munu und Loro Sae) geraten immer wieder aneinander. Höhepunkt waren die Unruhen in Osttimor 2006. Grund sind verschiedene Ressentiments zwischen den Gruppen, aber auch wirtschaftliche Interessen. So gab es einen Konflikt zwischen Bunaks aus Bobonaro und Ermera und Makasaes aus Baucau und Viqueque um die Dominanz auf dem Markt.

## Geschichte

### Kolonialzeit

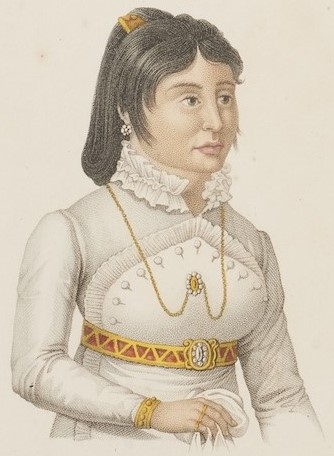
Dona Joana, Frau des Capitão-Mor von Dili (Bild von J. Alphonse Pellion, 1820)

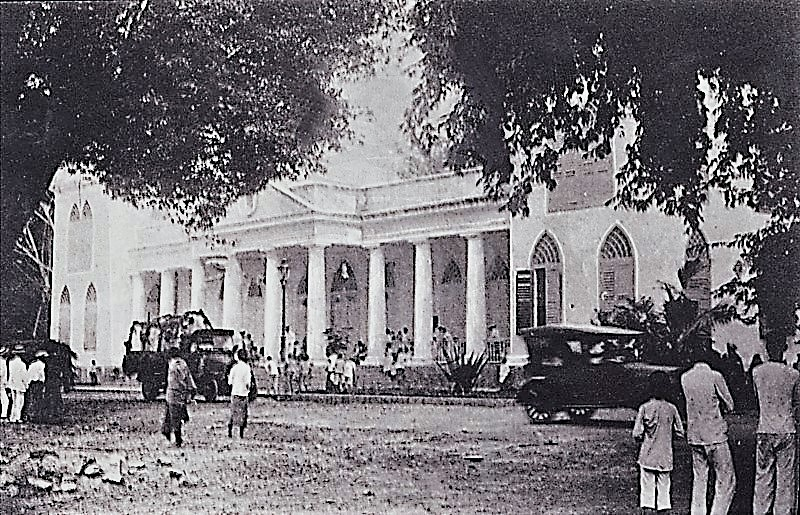
Sitz des Stadtrats von Dili
(vor dem Zweiten Weltkrieg)

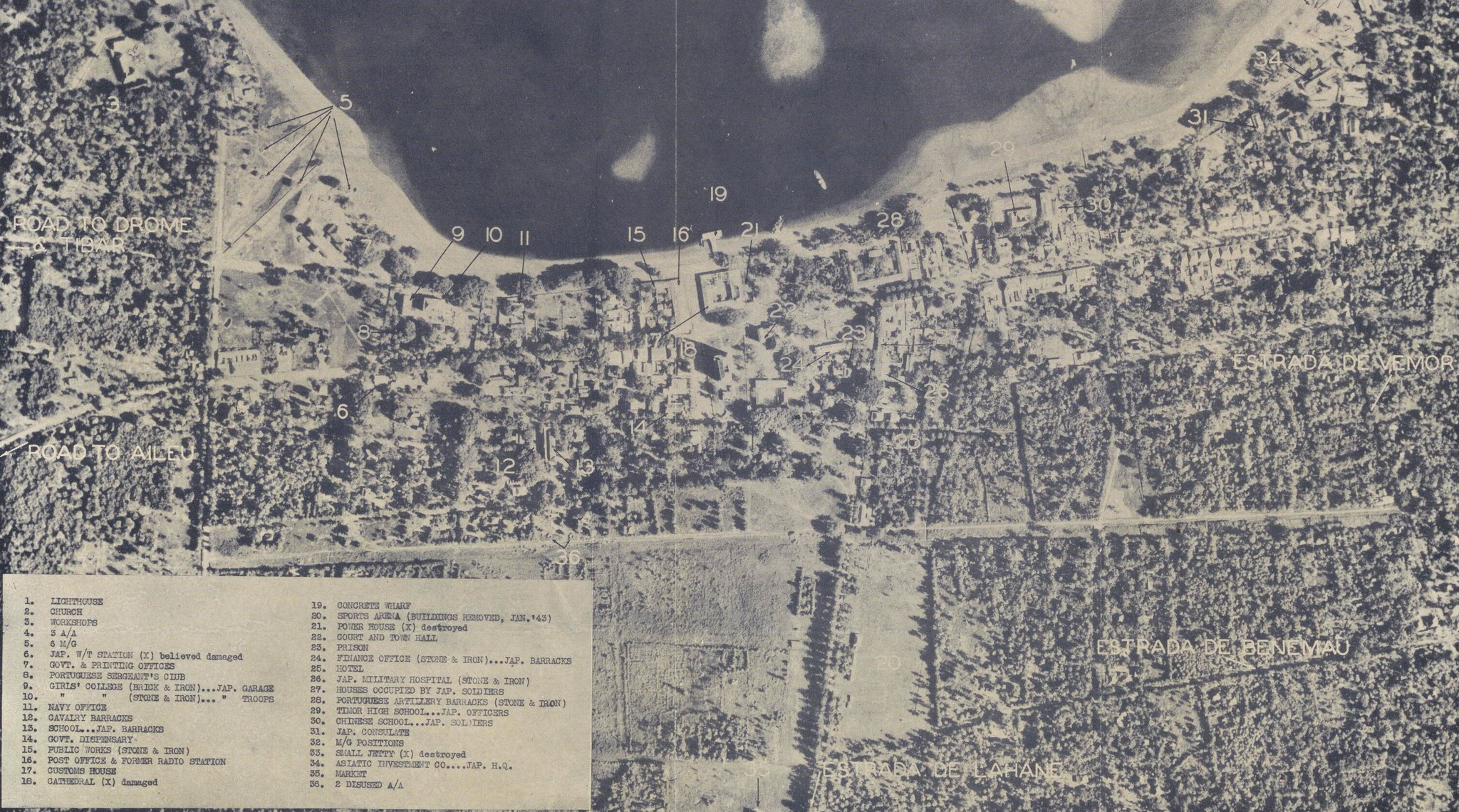
Luftaufnahme von Dili (1942)

Erstmals erreichten die Portugiesen 1520 die Bucht von Dili und errichteten dort kurz darauf einen kleinen Posten. Die kleine Ansiedlung wurde zur Hauptstadt ihrer Besitzungen auf den Kleinen Sundainseln gemacht, nachdem die Portugiesen von den Topasses am 11. August 1769 aus Lifau im Westen der Insel vertrieben worden waren. Am 10. Oktober 1769 begann Gouverneur António José Teles de Meneses mit dem Bau der neuen Hauptstadt. Die Stadtrechte erhielt der Ort im Januar 1864.
Portugal war während des Zweiten Weltkrieges neutral. Allerdings befürchteten die Alliierten, dass das militärisch schwache Portugiesisch-Timor von den Japanern als Brücke nach Australien verwendet werden könnte, weswegen Niederländer und Australier 1941 die Kolonie kurzzeitig besetzten. In der Nacht vom 19. auf den 20. Februar 1942 griffen die Japaner mit 20.000 Mann an und besetzten Dili und nach und nach den Rest Timors. Am 26. September 1945 fand die offizielle Zeremonie der Kapitulation der Japaner in Portugiesisch-Timor und der Rückgabe der Macht an Portugal in Dili statt.
Nach der Nelkenrevolution 1974 sollte die Kolonie auf die Unabhängigkeit vorbereitet werden, doch als sich eine Dominanz der linksgerichteten FRETILIN abzeichnete, kam es 1975 in Dili zu Straßenkämpfen zwischen ihr und der konservativen UDT. Portugals letzter Gouverneur Mário Lemos Pires floh auf die Dili vorgelagerte Insel Atauro, von wo aus er erfolglos versuchte, zwischen den Parteien zu vermitteln. Die FRETILIN ging aus den Kämpfen als Sieger vor, doch inzwischen hatte Indonesien begonnen, mit als UDT-Anhängern getarnten Truppen nach und nach das Grenzland zu besetzen. Angesichts der Bedrohung hoffte die FRETILIN auf internationale Unterstützung und erklärte daher am 28. November 1975 Osttimor von Portugal unabhängig. Neun Tage später, am 7. Dezember, begannen indonesische Truppen offiziell mit der Invasion des Landes und besetzten Dili.

### Indonesische Besatzungszeit

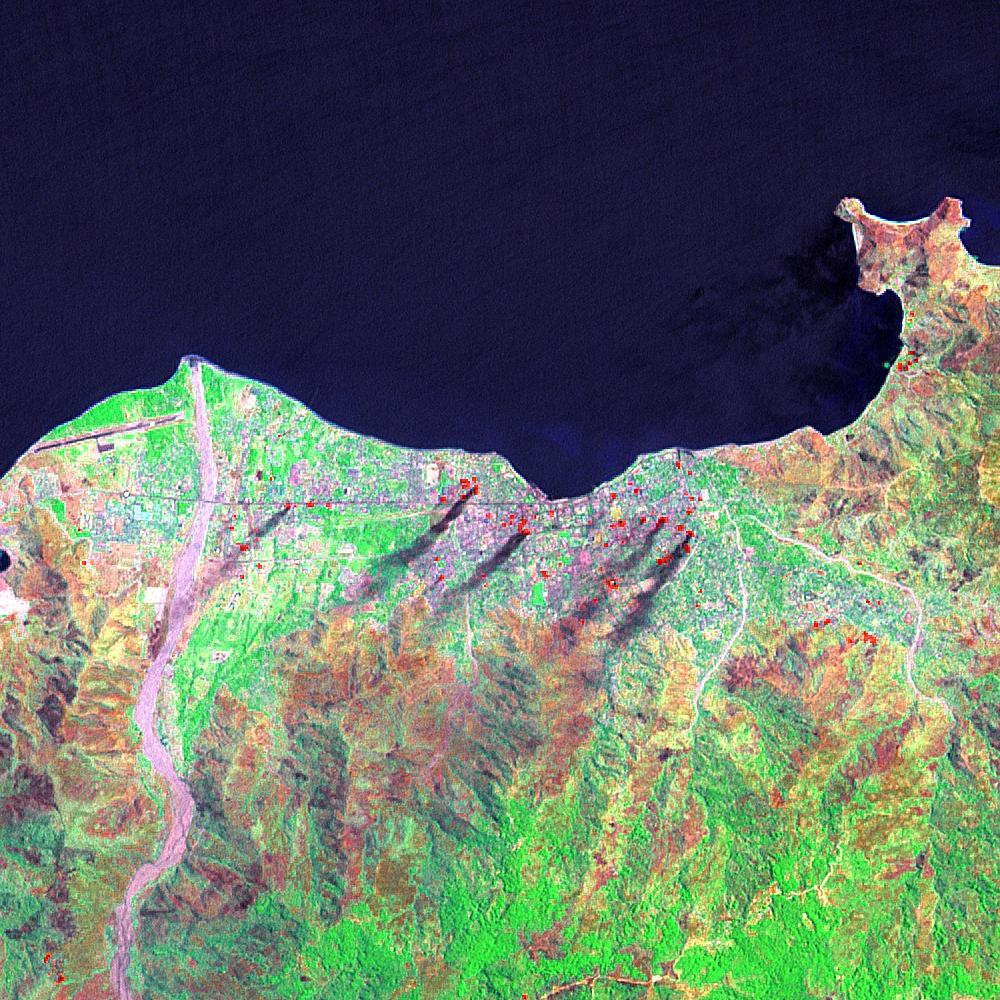
8. September 1999: Dili in Flammen

Unter dem FALINTIL-Chef Xanana Gusmão begann der timoresische Widerstand, mit Guerillataktiken gegen die Besatzer vorzugehen. Am 10. Juni 1980 griffen FALINTIL-Einheiten einen Fernsehsender am Rande der Hauptstadt Dili an. Am 12. November 1991 forderte ein Massaker durch das indonesische Militär nach einer Beerdigung auf dem Friedhof von Santa Cruz (siehe dazu: Santa-Cruz-Massaker) über 200 Todesopfer.
1999 kam es im Umfeld des Unabhängigkeitsreferendums am 30. August zu einer letzten Gewaltwelle unter der indonesischen Besatzungsmacht. Pro-indonesische Milizen zerstörten die Infrastruktur, brannten Häuser nieder und vertrieben Menschen. Am 17. April starben 14 Menschen bei einem Massaker im Haus des Politikers Manuel Carrascalão, in dem zahlreiche Flüchtlinge Schutz gesucht hatten. Nach dem Referendum am 30. August eskalierte die Gewalt nochmals. Als am 4. September das Ergebnis veröffentlicht wurde, das sich für die Unabhängigkeit aussprach, zogen die Milizen plündernd und mordend durch die Stadt. Mehr als 50 % der Häuser wurden beschädigt oder zerstört. Am 20. September 1999 landeten die ersten Einheiten der internationalen Friedenstruppe INTERFET auf dem Flughafen bei Dili. Die Vereinten Nationen übernahmen die Verwaltung des Landes. Am 20. Mai 2002 wurde Dili schließlich Hauptstadt des unabhängigen Staates Osttimor.

### Unabhängigkeit

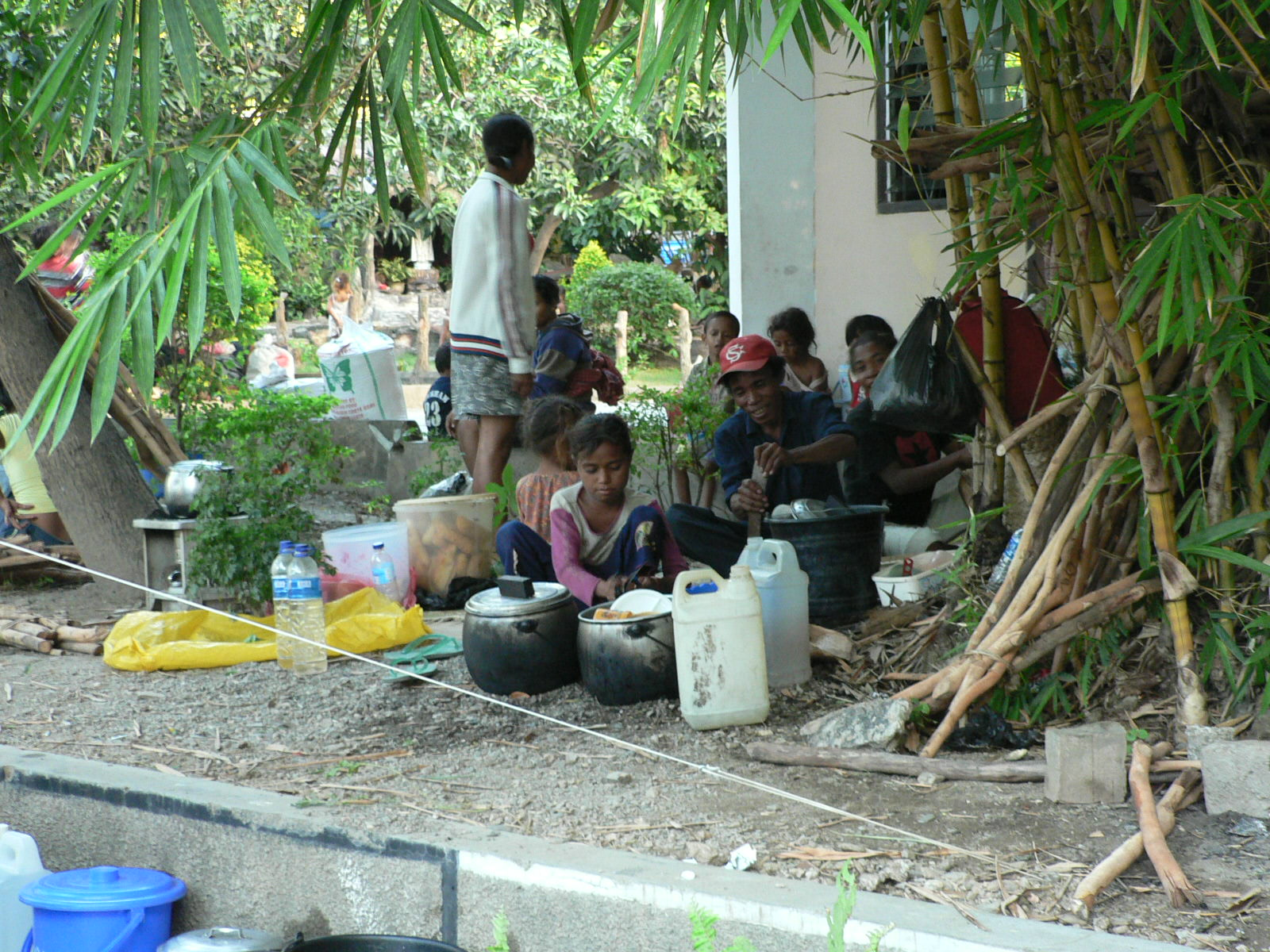
Flüchtlingslager in Balide 2006

Einen Tag nach der Verhaftung eines Studenten wurden am 4. Dezember 2002 bei Unruhen in Dili und anderen Orten Osttimors das Haus von Premierminister Marí Alkatiri, Regierungsfahrzeuge und Geschäfte chinesischer Händler angezündet. Fünf Demonstranten wurden dabei durch die Polizei erschossen.
Ende April bis Oktober 2006 erschütterten die schwersten Unruhen seit der Unabhängigkeit die Hauptstadt und das Land, nachdem 600 Soldaten der Streitkräfte aufgrund von Missständen desertiert waren. Zusätzlich bekämpften sich Jugendbanden aus dem West- und dem Ostteil des Landes. Tausende Häuser wurden niedergebrannt, mindestens 45 Menschen starben. Schließlich musste Premierminister Alkatiri zurücktreten. Auch der Einsatz einer internationalen Interventionstruppe konnte zuerst nicht für Ruhe sorgen. Seit dem 13. September ist eine neue Polizeimission der Vereinten Nationen im Einsatz. Ein Großteil der Einwohner Dilis musste in Flüchtlingslagern und Kirchen Zuflucht suchen.
Am 11. Februar 2008 führte der Chef der Rebellen Alfredo Reinado einige seiner Männer nach Dili. Es kam zu einem Feuergefecht im Wohnhaus von Staatspräsident José Ramos-Horta, bei dem Reinado und ein weiterer Rebell ums Leben kamen und der Staatspräsident und einer seiner Leibwächter schwer verletzt wurden. Kurz darauf überfielen Rebellen auch das Wohnhaus und die Wagenkolonne von Premierminister Xanana Gusmão, der aber unverletzt entkommen konnte. Es wurde der Notstand ausgerufen und 1.000 Polizisten und Soldaten durchsuchten die Stadt und nähere Umgebung nach den Tätern.
2020 und 2021 kam es in Dili zu schweren Überschwemmungen, die mehreren Menschen das Leben kostete.

## Wichtige Gebäude

### Regierungspalast
Der 1960 fertiggestellte Regierungspalast ist der Sitz des Premierministers von Osttimor und der Regierung. Er orientiert sich in seinem Aussehen an den Gebäuden des Praça do Comércios, dem Hauptplatz in Lissabon. Der Regierungspalast steht nicht weit vom Ufer der Bucht entfernt. Die Straße, die am Palast vorbeiführt, ist das Handelszentrum Dilis. Hinter dem Palast befindet sich das Nationalparlament und das Finanzministerium.

### Präsidentenpalast
Am 2. Juli 2007 wurde der Grundstein für den neuen Präsidentenpalast Osttimors im Westen Dilis gelegt. Das Gebäude wurde von der Volksrepublik China finanziert. Zuvor befand sich hier ein Hubschrauberlandeplatz der Internationalen Stabilisierungskräfte. Das Gebäude trägt den Namen Palast der Hoffnung und wurde im April 2009 fertiggestellt. Die Einweihung erfolgte am 27. August 2009. Der zentrale Bereich des Palastes trägt ein steil ansteigendes, blaues Dach, das dem timoresischen Stil nachempfunden ist. In der Eingangshalle des Palastes findet sich eine Dinosaurierausstellung mit dem Skelett eines Tarbosaurus bataar, eines Verwandten des Tyrannosaurus. Das Skelett wurde in der Mongolei ausgegraben und ist eine Leihgabe der Monash University, als Unterstützung für die Bildung von Schulkindern. Oftmals werden Gäste und neue Botschafter vor dem Dinosaurierskelett begrüßt.

### Casa Europa
Das Gebäude ist die ehemalige Tranqueira (Lagerhaus) der alten portugiesischen Festung Dili aus dem Jahr 1769. Das Lagerhaus selbst wurde im 19. Jahrhundert errichtet. Es diente ab 1895 als Baracke der portugiesischen Infanterie, nach dem Zweiten Weltkrieg der Artillerie und in den 1960ern gehörte es der Companhia de Intendência, dem Quartiermeister. Nach der Invasion übernahm das indonesische Militär das Gebäude. Zwischen 2000 und 2002 wurde das Gebäude renoviert und 2007 der Europäischen Kommission übergeben. Das bis dahin Uma Fukun genannte Gebäude erhielt seinen neuen Namen: Casa Europa („Europahaus“). In der Vertretung der Europäischen Union finden regelmäßig Veranstaltungen statt, wie Ausstellungen und Filmvorführungen. 2008 wurde das gelbe Casa Europa nach einer erneuten Renovierung offiziell eingeweiht.

### Palácio de Lahane
Der Palácio de Lahane war ab 1860 die Residenz des Gouverneurs von Portugiesisch-Timor, anderthalb Kilometer südlich des Stadtzentrums, in den Bergen. Das Gebäude wurde 1999 schwer beschädigt, ist aber inzwischen wieder aufgebaut. Als im Februar 2013 der Präsidentenpalast durch Überflutungen mit Schlamm verunreinigt wurde, diente der Palácio de Lahane als vorübergehendes Büro des Staatspräsidenten.

### Associação Comercial Chinesa
Das ehemalige Gebäude der Associação Comercial da Comunidade Chinesa Timorense ACCCTO in Bidau Lecidere ist eines der letzten Kolonialgebäude aus der Zeit von vor dem Zweiten Weltkrieg. Heute befindet sich in der Villa das Staatssekretariat für Jugend und Sport (portugiesisch Secretaria Estado da Juventude e do Desporto).

### Mercado Municipal
Der Mercado Municipal (Stadtmarkt) ist ein weiteres Gebäude aus der portugiesischen Kolonialzeit. Allerdings wird das rot-weiße Bauwerk nicht mehr als Markt verwendet, sondern ist nun ein Gelände für internationale Messen, das Centro de Convenções de Díli (CCD).

### Liceu Dr. Francisco Machado
Die Liceu Dr. Francisco Machado ist eine Sekundärschule nahe dem Nationalparlament. Das Gebäude ist im Kolonialstil gehalten, wurde aber nach seiner Zerstörung 1999 erst 2001 wieder errichtet.

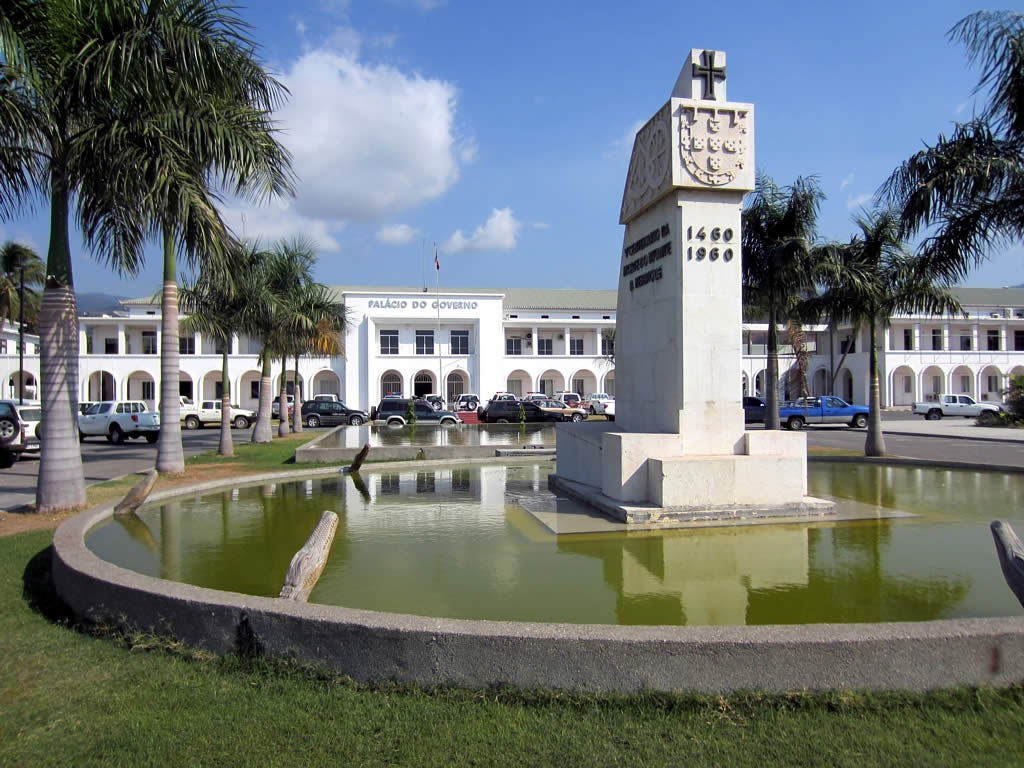
Der Regierungspalast. Davor das Denkmal für Heinrich den Seefahrer
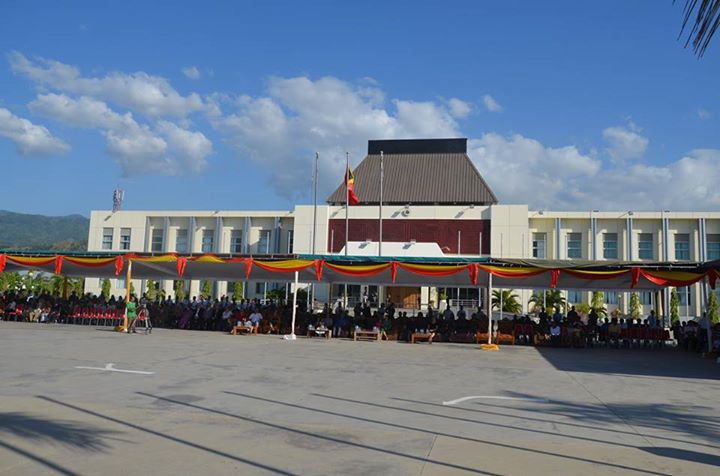
Präsidentenpalast Osttimors
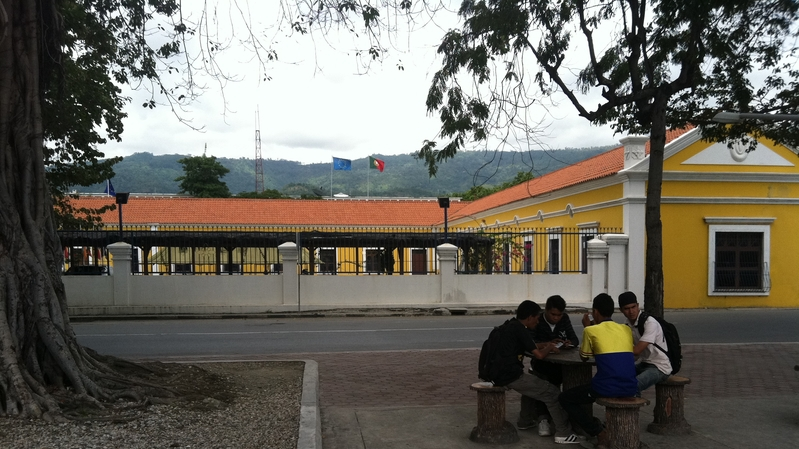
Casa Europa
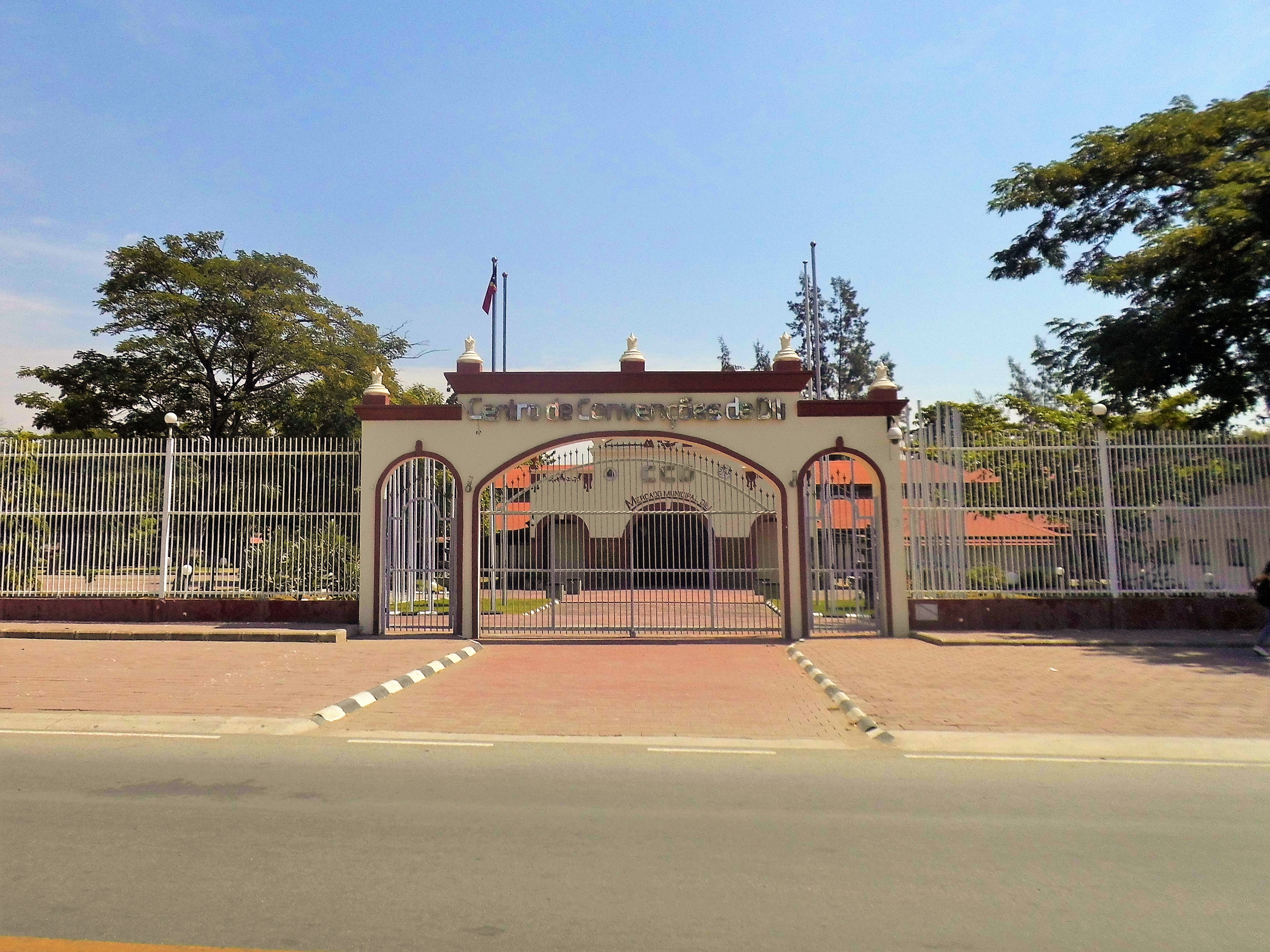
Mercado Municipal
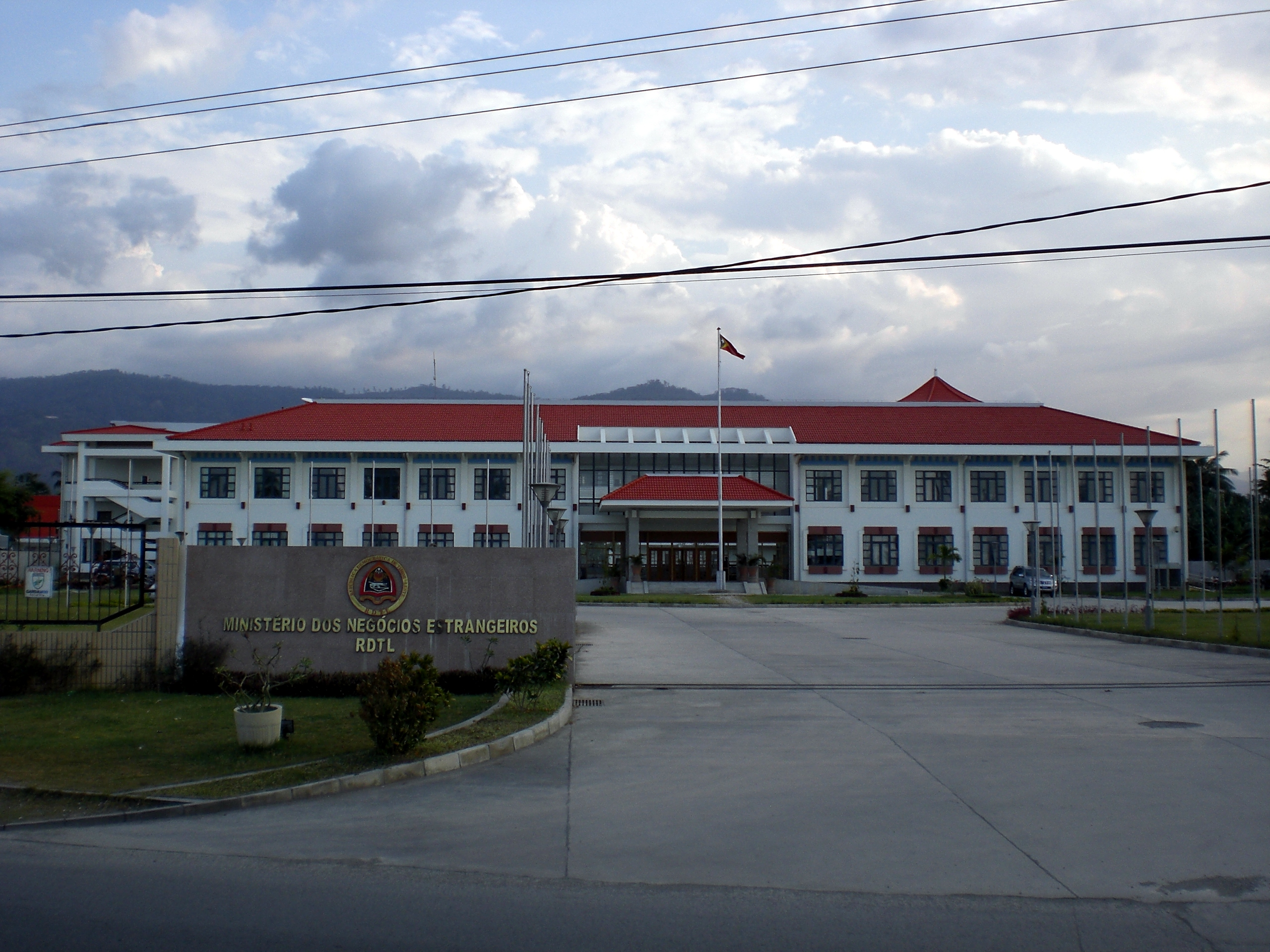
Gebäude des Außenministeriums

### Associação Comercial, Agrícola e Industrial de Timor

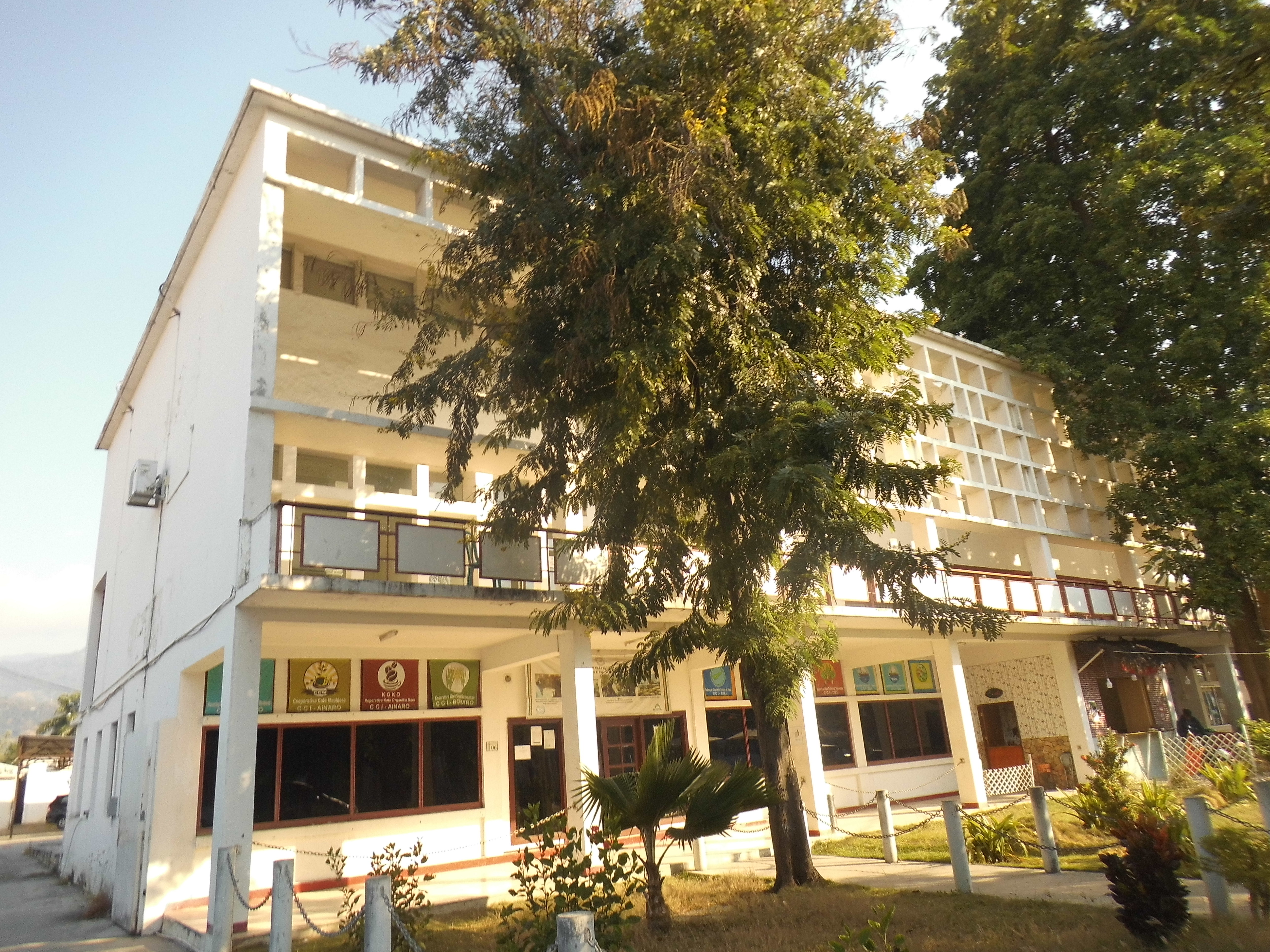
Das Gebäude der ACAIT

Das Gebäude der Associação Comercial, Agrícola e Industrial de Timor (ACAIT) ist neben dem Gebäude der Banco Nacional Ultramarino ein Beispiel für Moderne Architektur.

### Finanzministerium

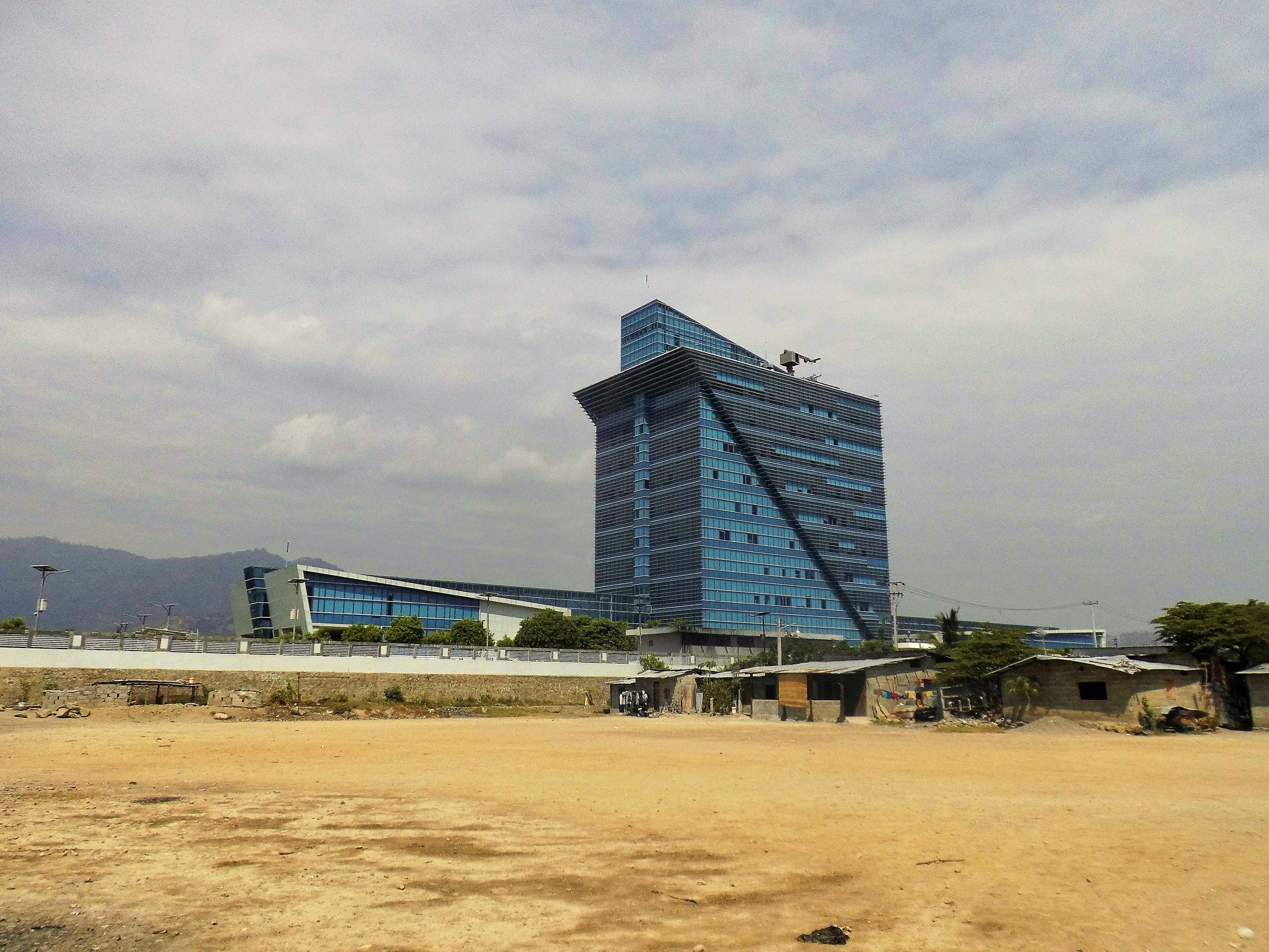
Das Finanzministerium in Dili

Das Gebäude des Finanzministeriums ist mit elf Stockwerken das bisher höchste Gebäude Osttimors. Es wurde 2014 von einer indonesischen Firma fertiggestellt und hat 20.000 Quadratmeter Fläche. Die Baukosten betrugen 22 Millionen US-Dollar. Bis 2020 sollte der 17-stöckige Wohn- und Geschäftskomplex Timor Fortuna Central Plaza mit 60.000 Quadratmeter im Westen Dilis entstehen. Das Projekt von osttimoresischen und chinesischen Investoren soll 70 Millionen US-Dollar kosten.

### Religiöse Gebäude

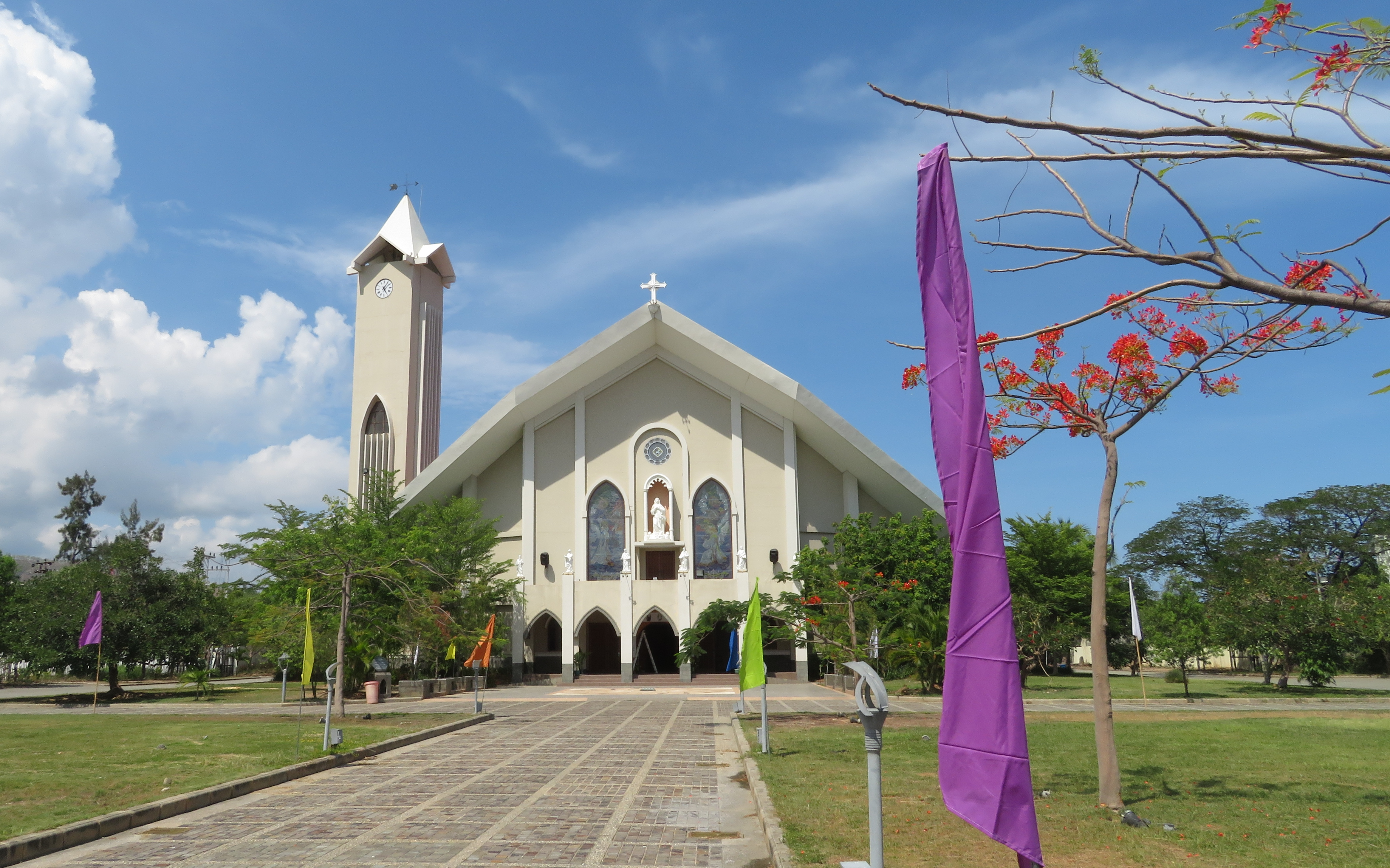
Die Catedral da Imaculada Conceição in Vila Verde

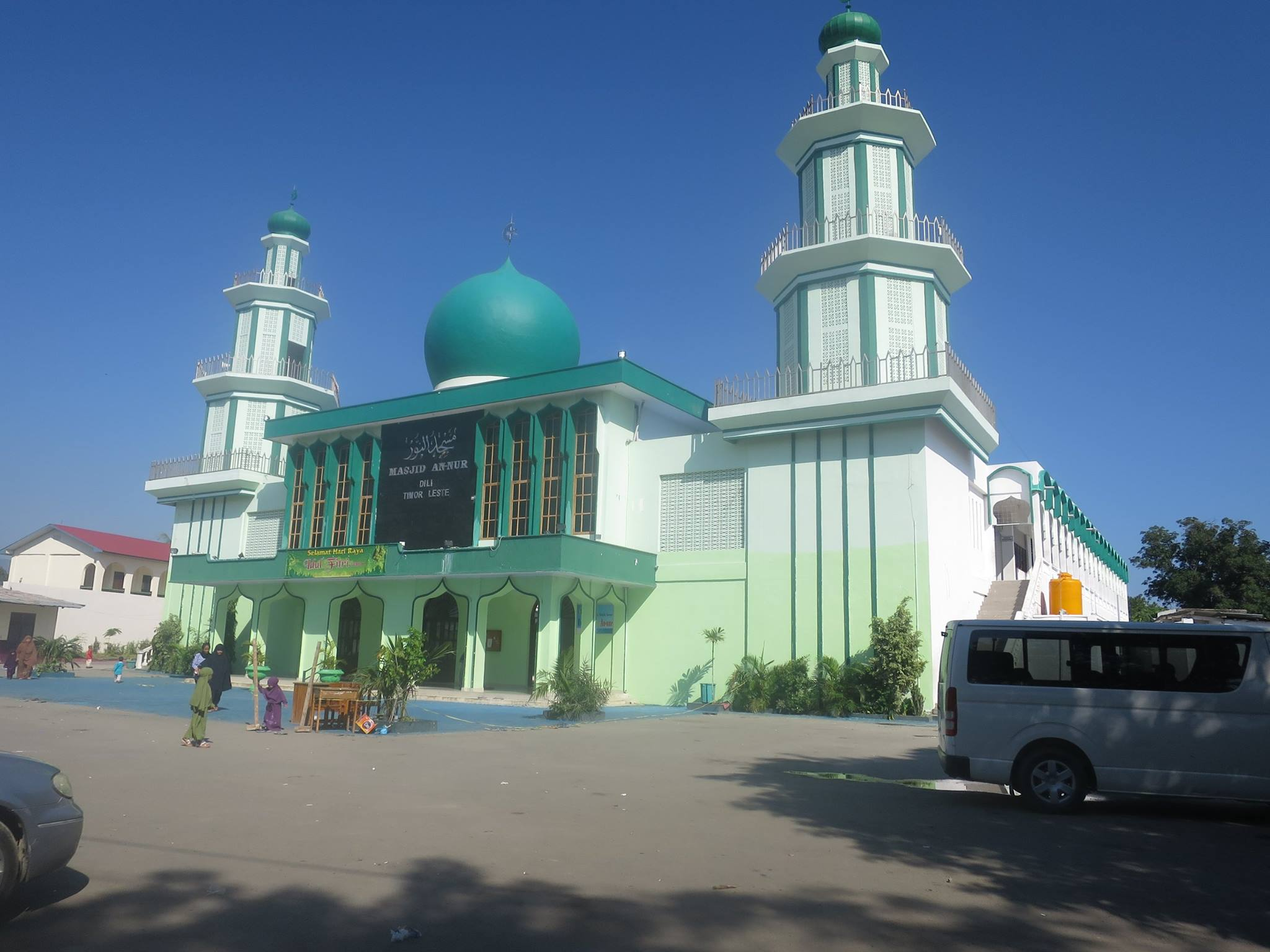
Annur-Moschee

Dili ist Sitz des Erzbistums Dili. Die wichtigste Kirche Dilis ist die Catedral da Imaculada Conceição (Kathedrale der Unbefleckten Empfängnis) in Vila Verde, die größte Kirche Südostasiens. Der moderne Bau wurde 1988 vom indonesischen Präsidenten Suharto eröffnet und ein Jahr später von Papst Johannes Paul II. geweiht. 2009 wurde sie renoviert. Die 1940 gebaute Kathedrale Sé de Díli wurde im Zweiten Weltkrieg zerstört.
Die Kirche Santo António de Motael im portugiesischen Stil ist die älteste, bestehende Kirche in Osttimor, auch wenn sie im Zweiten Weltkrieg zerstört wurde und 1955 wieder aufgebaut werden musste. Der erste Bau stammt aus der Zeit um das Jahr 1800. Aus dem Jahr 1939 stammt die Mariä-Empfängnis-Kirche von Balide.
Neben den zahlreichen römisch-katholischen Kirchen gibt es auch einige Gotteshäuser anderer christlicher Konfessionen. Im Stadtteil Vila Verde liegt an der Rua da Catedral seit Juni 2016, gegenüber der römisch-katholischen Kathedrale, eine Kirche der Assemblies of God (Igreja Evangélica das Assembleias de Deus em Timor Leste) mit Platz für rund 1000 Gläubige. Nördlich der Kathedrale befindet sich an der Avenida Dom Ricardo da Silva (Suco Motael) die Igreja Hosana der Evangelischen Kirche Osttimors (Igreja Protestante iha Timor Lorosa'e) sie wurde im Oktober 2014 von Premierminister Xanana Gusmão eingeweiht. Im März 2015 wurde an der Rua Mascarenhas Vera Cruz in Caicoli der Neubau der Igreja Ebenezer, des Sitzes der Evangelisch-Presbyterianischen Kirche Osttimors (Igreja Evangélica Presbiteriana de Timor Leste), mit einem weithin sichtbaren Glockenturm eingeweiht.
Die Annur-Moschee, Osttimors größte Moschee befindet sich im ehemaligen arabischen Viertel Kampung Alor.
Der chinesische Guandi-Tempel liegt in direkter Nachbarschaft zum Regierungspalast im Suco Gricenfor. Die etwa 30 cm hohe Buddhastatue im Tempel wurde 1926 aus China nach Dili gebracht und zunächst in einer Garage verehrt. 1928 wurde mit Genehmigung der portugiesischen Kolonialregierung der heutige Tempel errichtet. Der 1889 gegründete Chinesische Friedhof befindet sich im Westen von Taibesi.
Der Pura Girinatha, der bekannteste hinduistische Tempel des Landes liegt nahe dem Markt von Taibesi. Der etwas verlassen wirkende Tempel wurde in der Zeit der indonesischen Besatzung gebaut, wohl für Einwanderer aus Indonesien, denn eine traditionelle hinduistische Bevölkerung gab es nicht in Osttimor und auch heute bezeichnen sich nur etwa 200 Osttimoresen als Hinduisten.

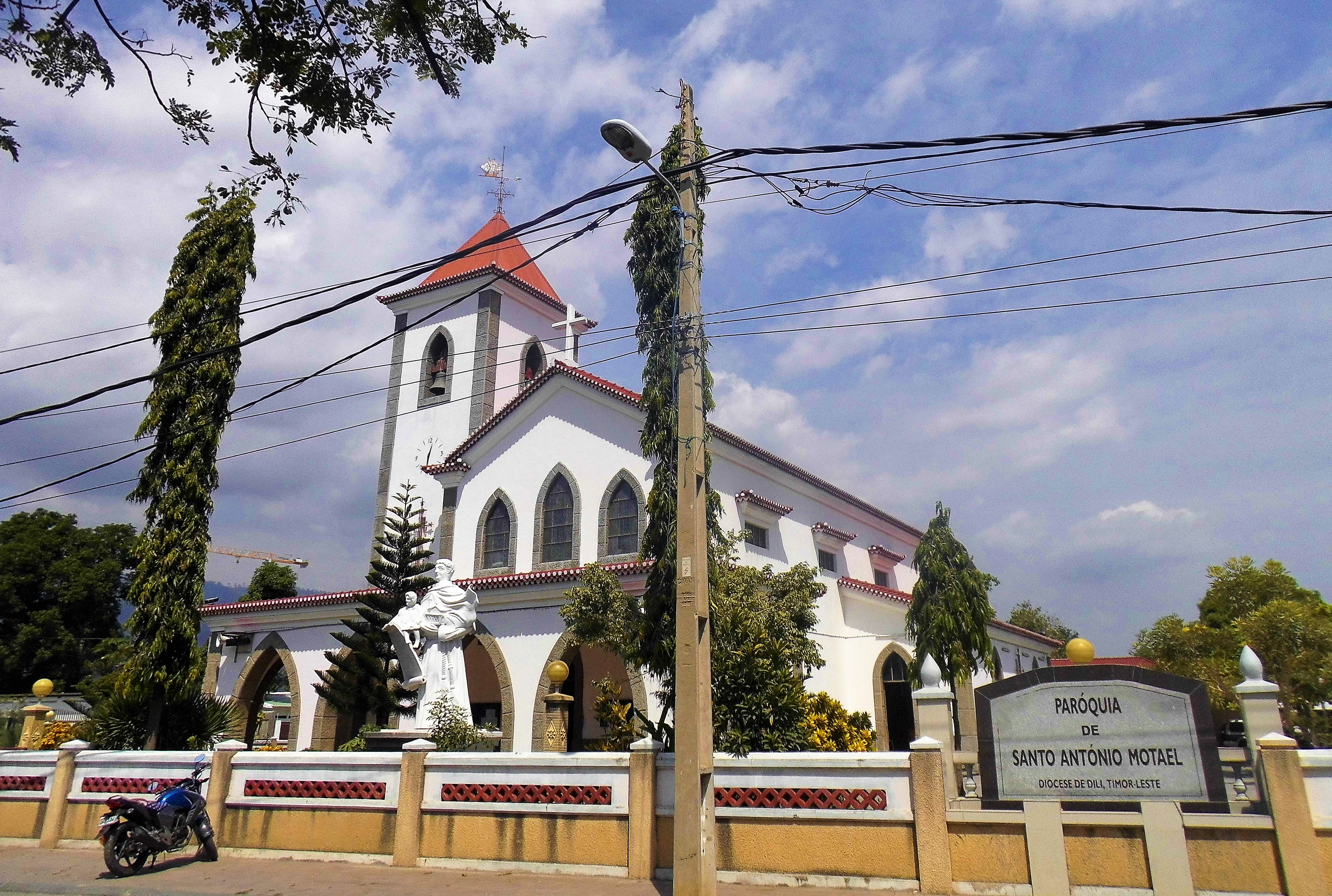
Kirche von Motael
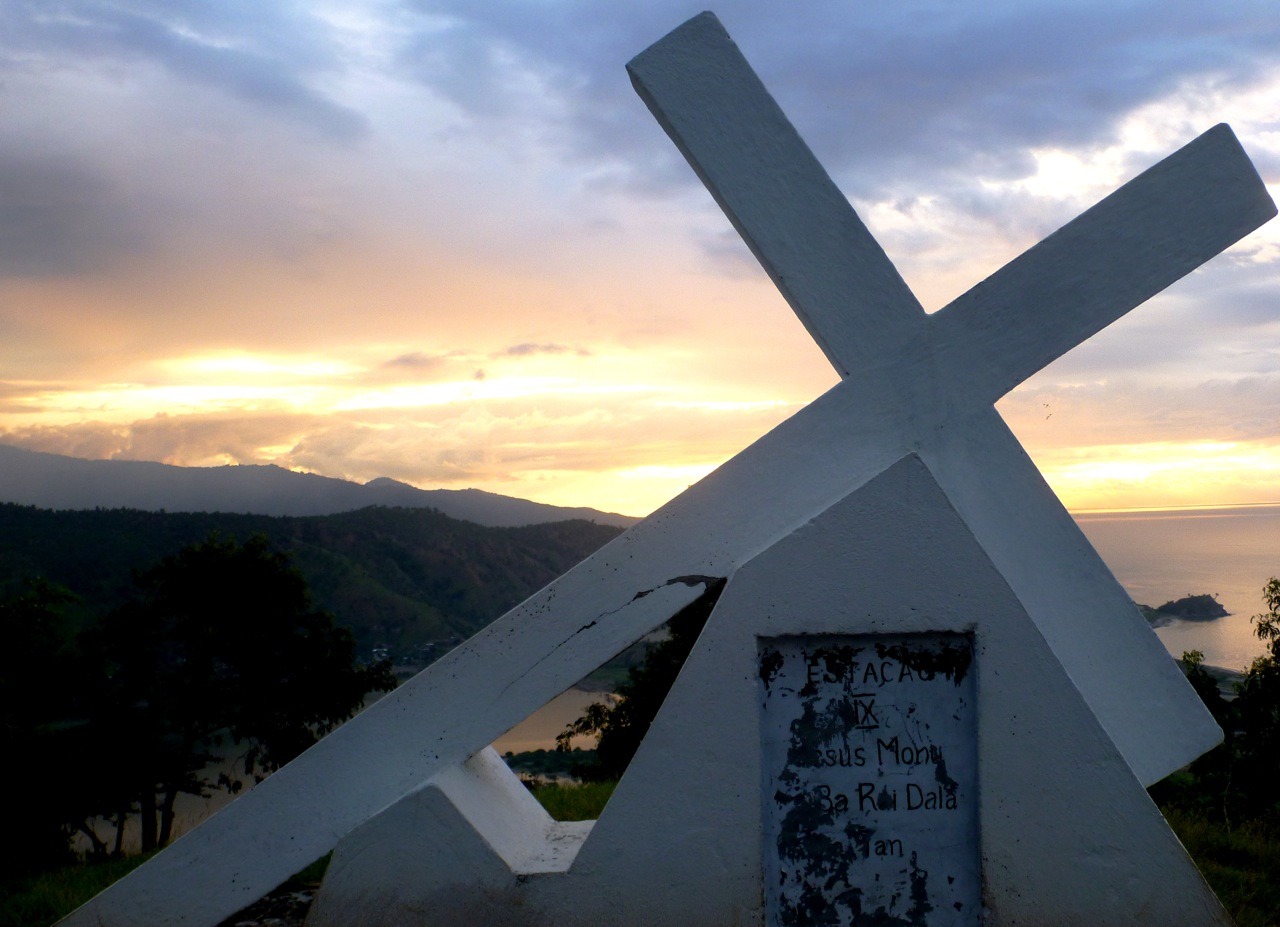
Neunte Station des Kreuzwegs in Tasitolu
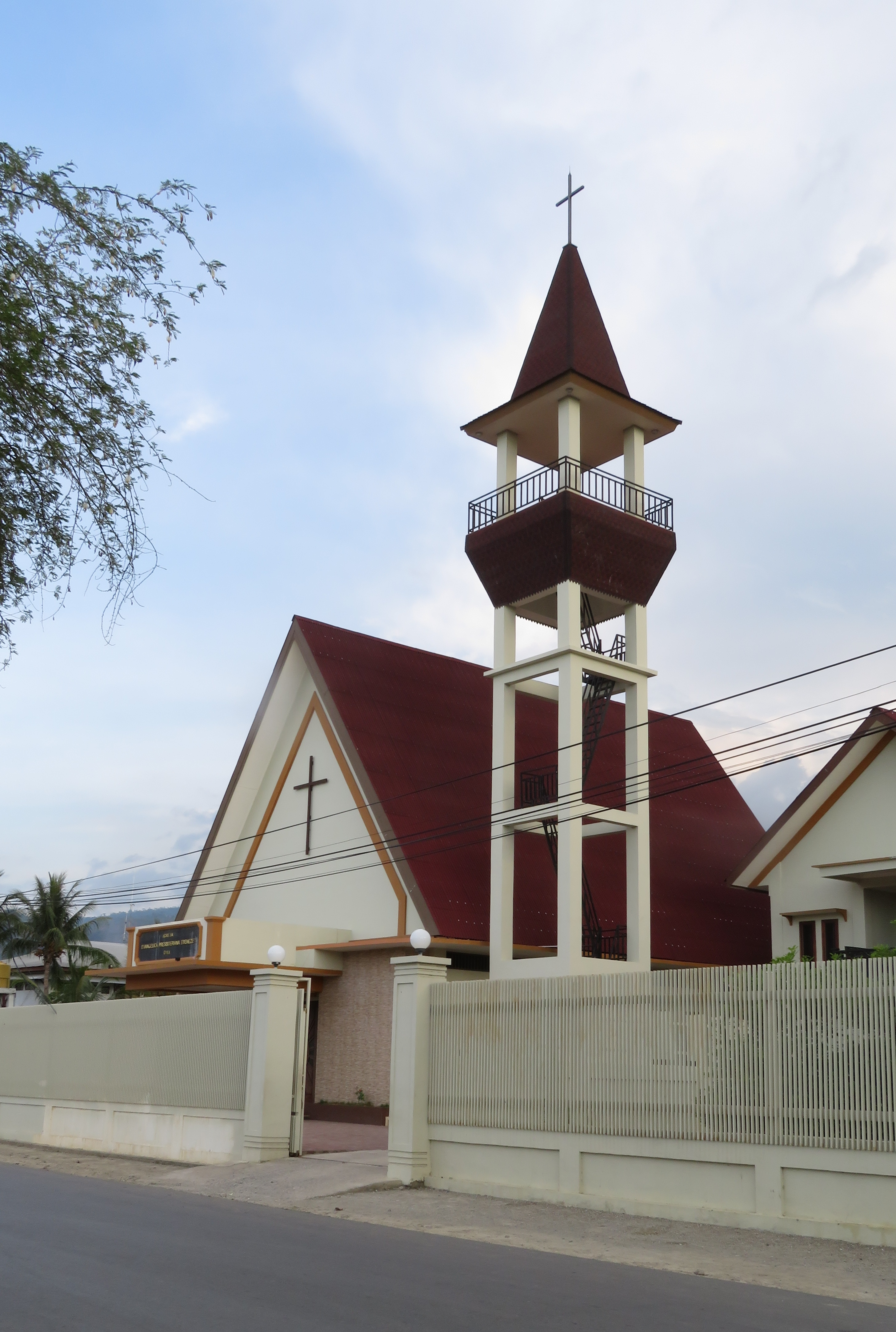
Ebenezerkirche der Igreja Evangélica Presbiteriana
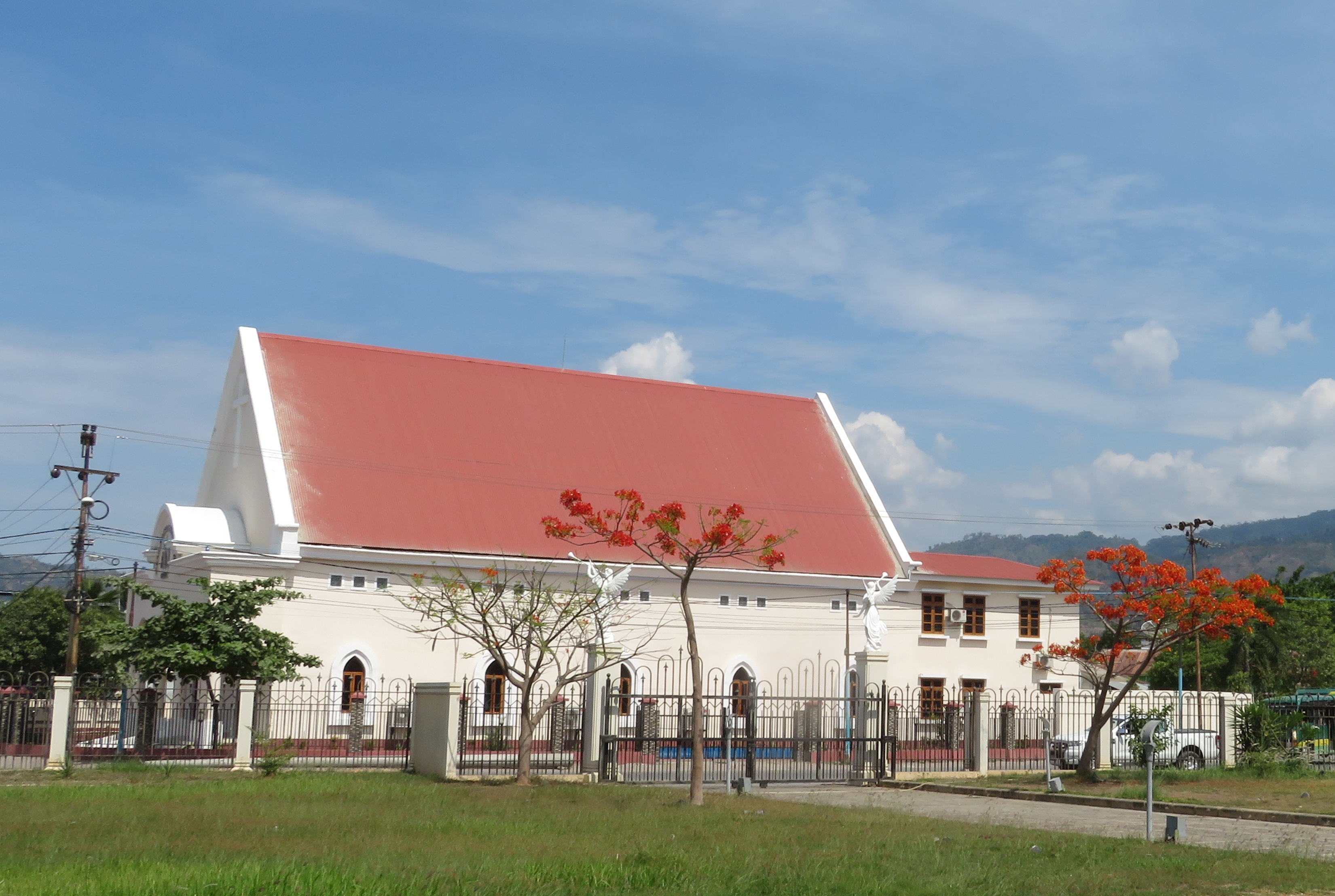
Kirche der Assemblies of God
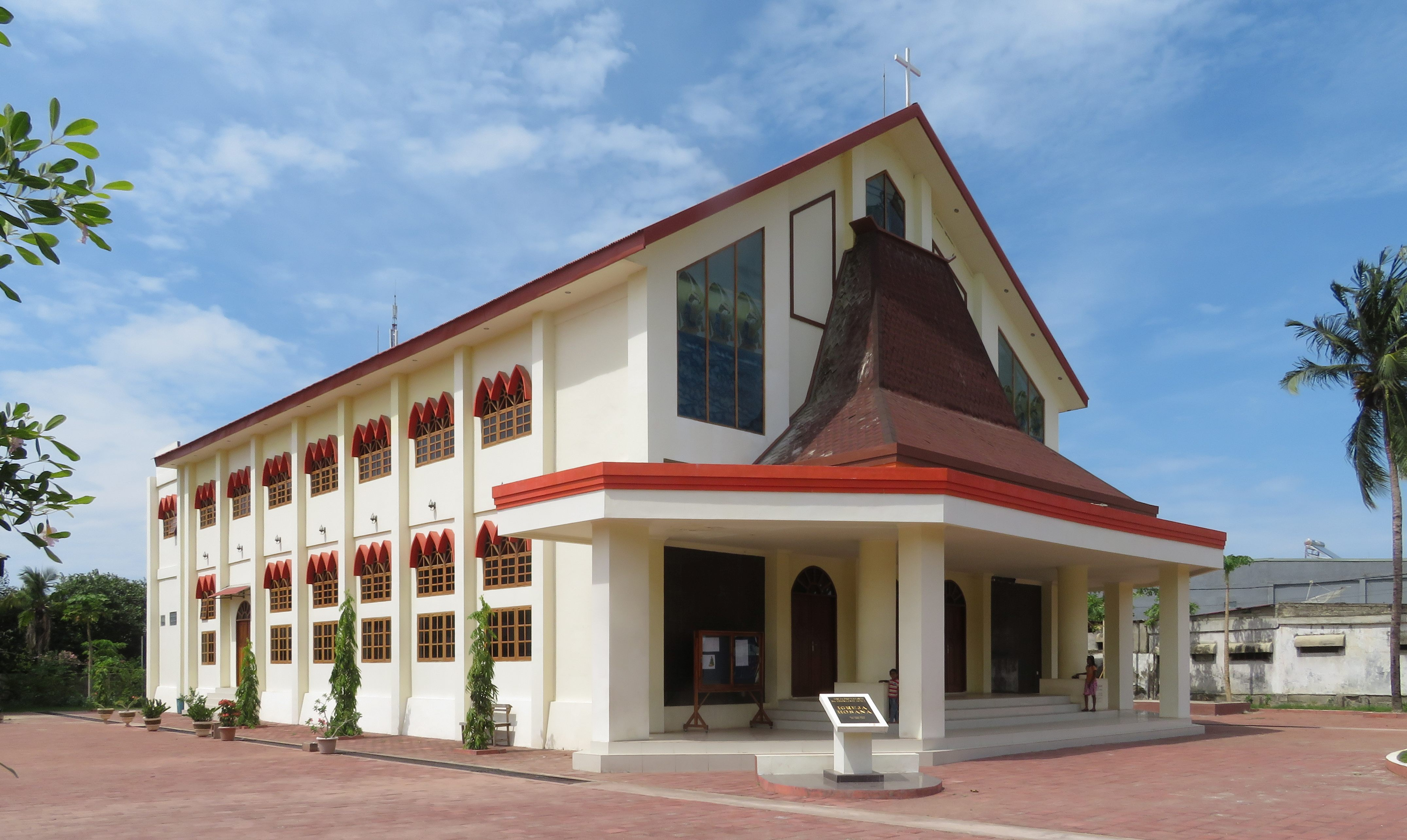
Evangelische Igreja Hosana
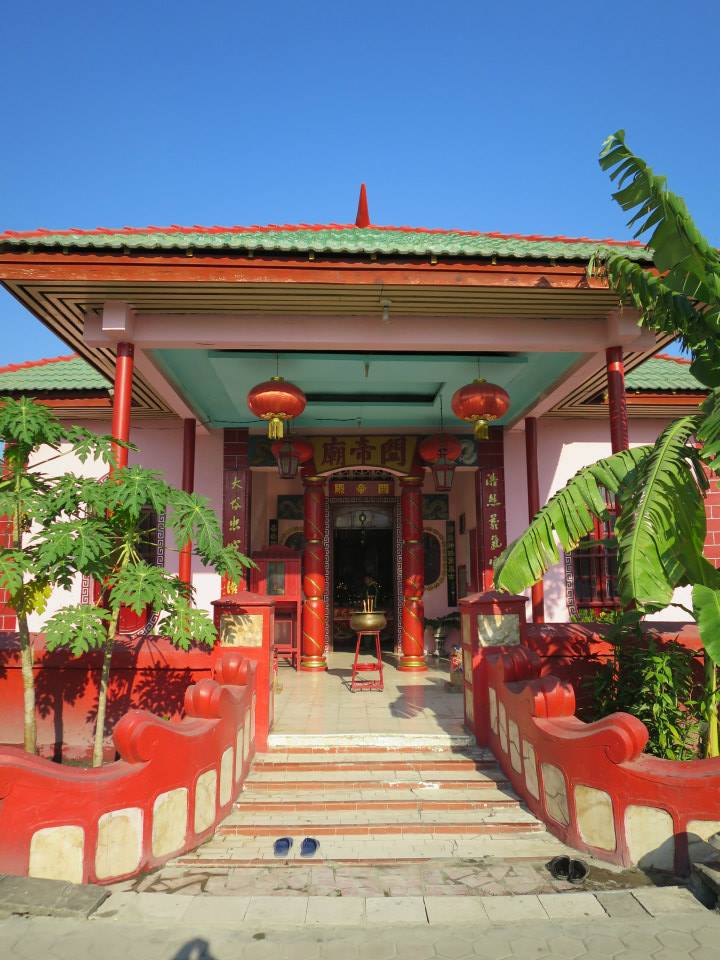
Guandi-Tempel
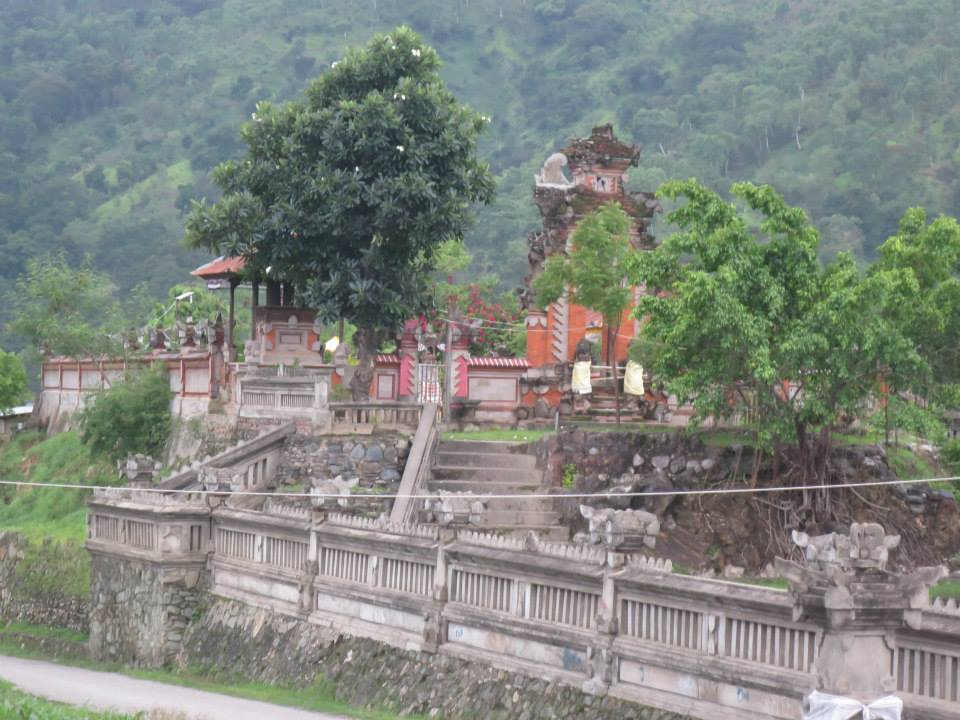
Pura Girinatha, der hinduistische Tempel Dilis

## Denkmäler

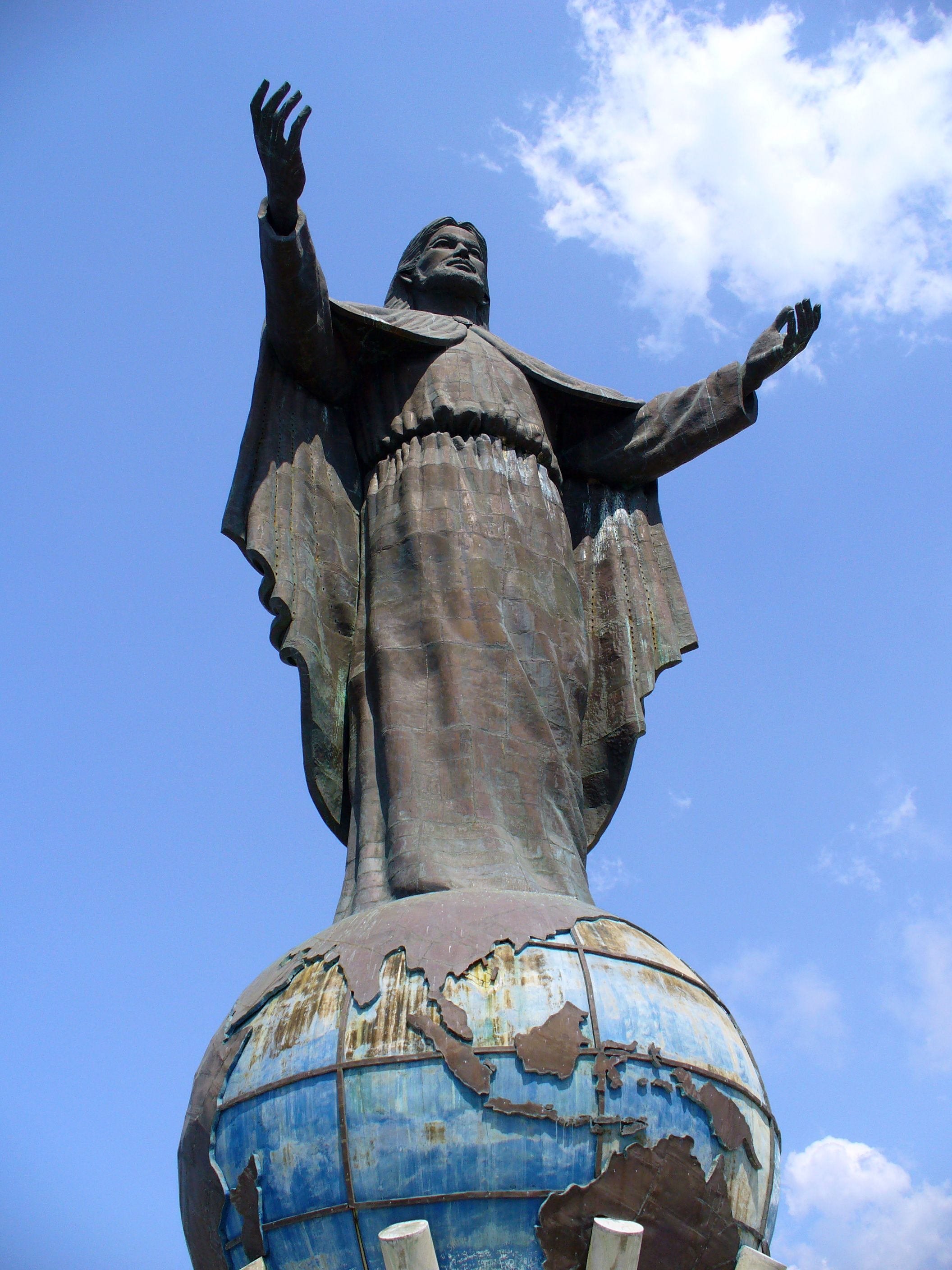
Cristo Rei

Wahrzeichen Dilis ist Cristo Rei (Chritu Rei), die große Jesusstatue, die vom östlichen Ende der Bucht die Stadt überblickt. Daneben gibt es verschiedene Denkmäler, zumeist aus der portugiesischen Kolonialzeit, aber auch aus der Zeit der indonesischen Besatzung und dem unabhängigen Osttimor.

## Museen

### Archiv & Museum des timoresischen Widerstands

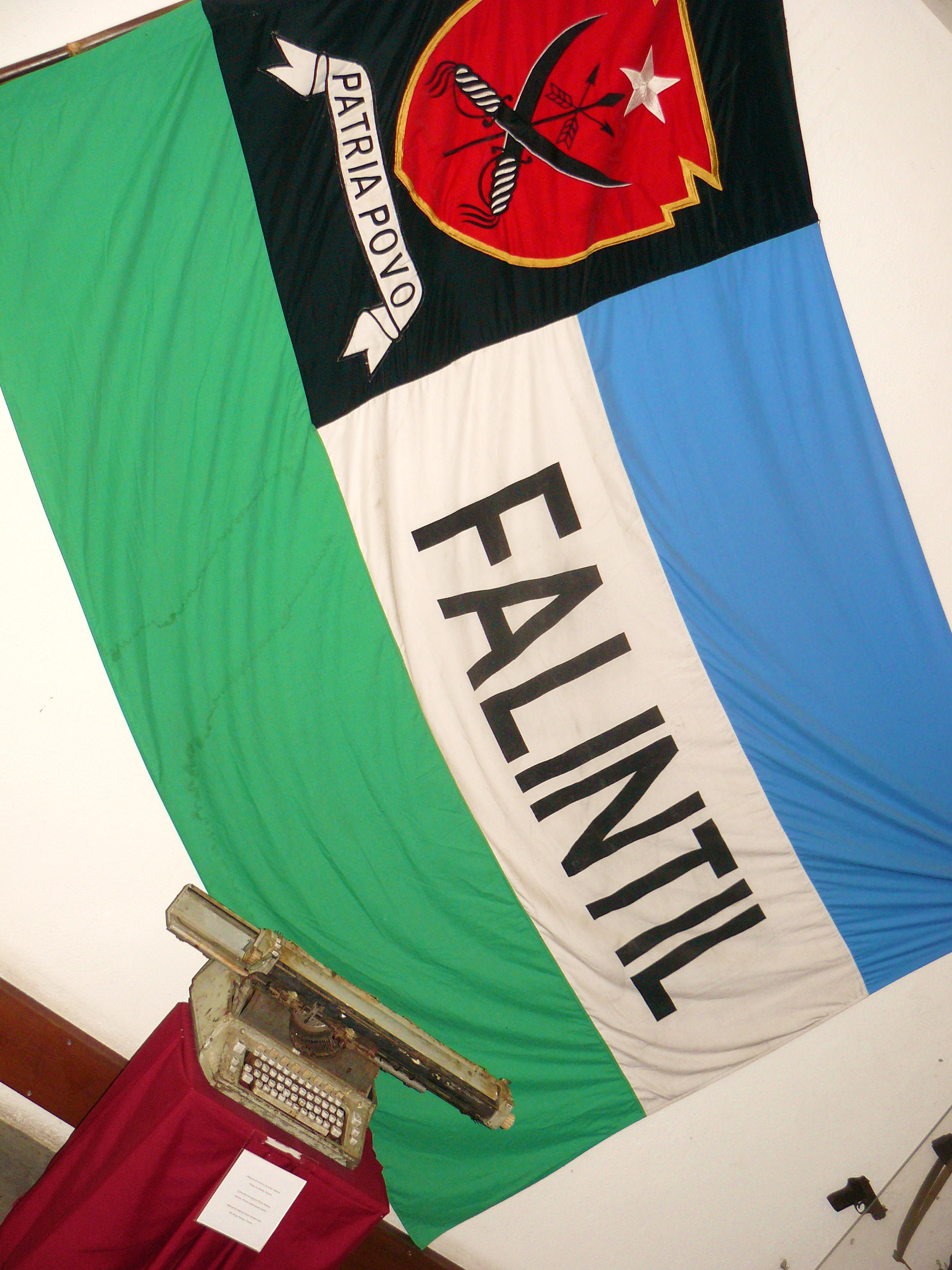
Archiv & Museum des timoresischen Widerstands

Das Archiv & Museum des timoresischen Widerstands befindet sich im Gebäude des ehemaligen portugiesischen Kolonialgerichts. Erste Teile wurden bereits am 7. Dezember 2005 eröffnet. Es zeigt Fotos, einige Gegenstände, wie Waffen und Ausrüstungsgegenstände und Artikel aus der Zeit der indonesischen Besatzung. Dabei werden sowohl der Kampf der FALINTIL-Guerilla gegen Indonesien, als auch die Massaker der Besatzungsmacht dargestellt. Im Lesesaal kann man über Computer auf das elektronische Archiv kostenlos zugreifen.

### Arte Moris Kunstschule
Mit Arte Moris hat Osttimors erste Künstlervereinigung und Kunstschule für Theater und bildende Kunst ihren Sitz in Dili (Stadtteil Madohi). Sie wurde im Februar 2003 gegründet. Ihr Hauptziel sollte Kunst als ein Baustein im psychologischen und sozialen Wiederaufbau von einem Land, das von Gewalttätigkeit verwüstet worden ist, mit besonderer Betonung auf die Hilfe seiner jungen Bürger. Die Idee zu diesem Projekt hatten die Schweizer Luca und Gabriela Gansser. Die bei Arte Moris entstehende Kunst, Gemälde und Skulpturen, ist vom Stil her sehr breit gefächert, oft aber surrealistisch und zeigt kulturelle Aspekte aus den unterschiedlichen Regionen des Landes. Kunstwerke können hier auch erworben werden. Die Kunstschule hat auch eine Theatergruppe.

### Xanana Reading Room
Der Xanana Reading Room ist eine Mischung aus Museum, Bibliothek und Kulturzentrum. Ursprünglich wurde das Gebäude in den 1960er-Jahren als indonesisches Konsulat gebaut. Neben Büchern finden sich hier Tageszeitungen, Fotos und Filmmaterial.

### Gefängnis Comarca
Das ehemalige Gefängnis Comarca in Balide stammt noch aus der portugiesischen Kolonialzeit. Während der indonesischen Besetzung wurden hier tausende politische Gefangene gefoltert. Die letzten Insassen wurden im September 1999 befreit. Unter der Verwaltung durch die UN wurde das verlassene Gebäude ab Januar 2002 renoviert und ab dem 17. Februar 2003 zum Sitz der Empfangs-, Wahrheits- und Versöhnungskommission (CAVR). 65 Graffiti von osttimoresischen Künstlern erzählen von der Zeit der Besatzung. Die acht Einzelhaftzellen wurden im Originalzustand belassen. Außerdem gibt es eine Bibliothek und ein Dokumentationszentrum. Seit Ende der Arbeit der CAVR führt die Erinnerungsstätte die Vereinigung ehemaliger politischer Gefangener (ASSEPOL).

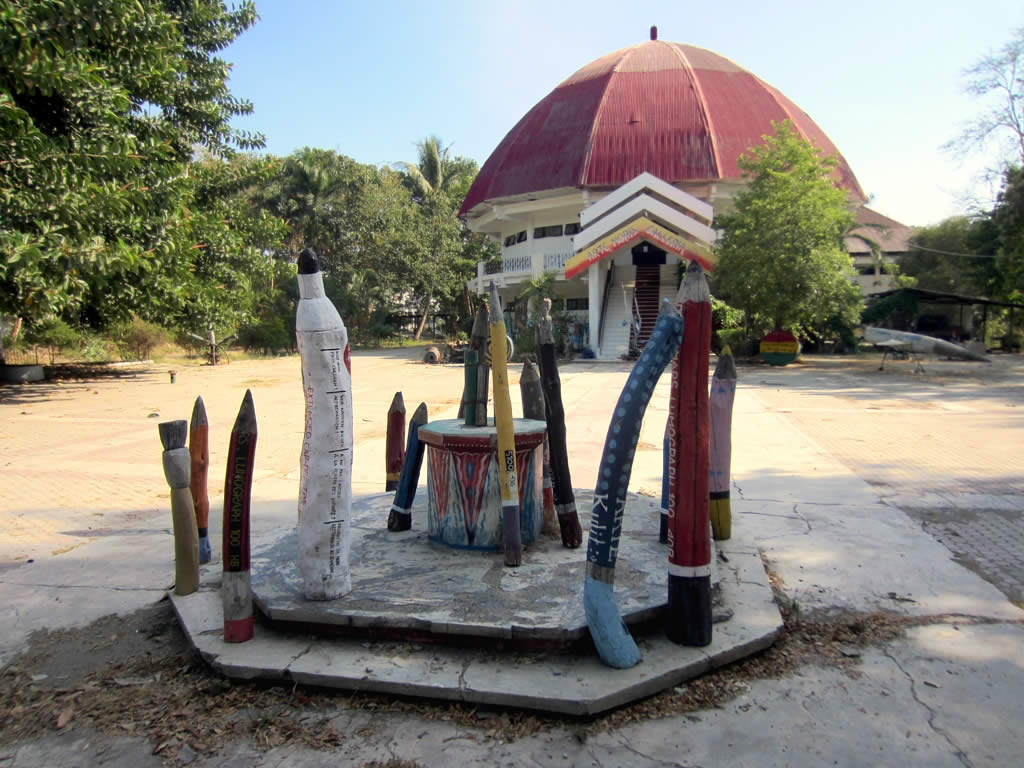
Zentrum von Arte Moris in Madohi
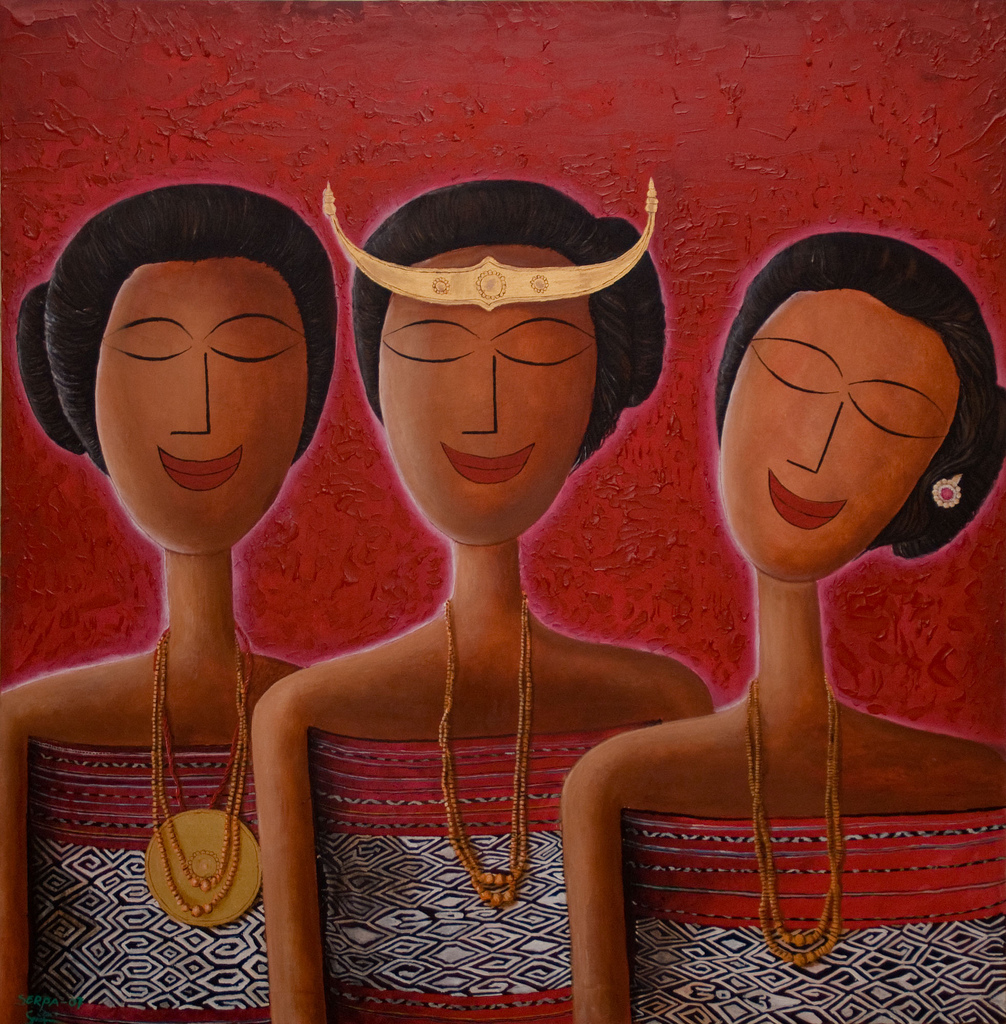
Zeitgenössische timoresische Kunst bei Arte Moris
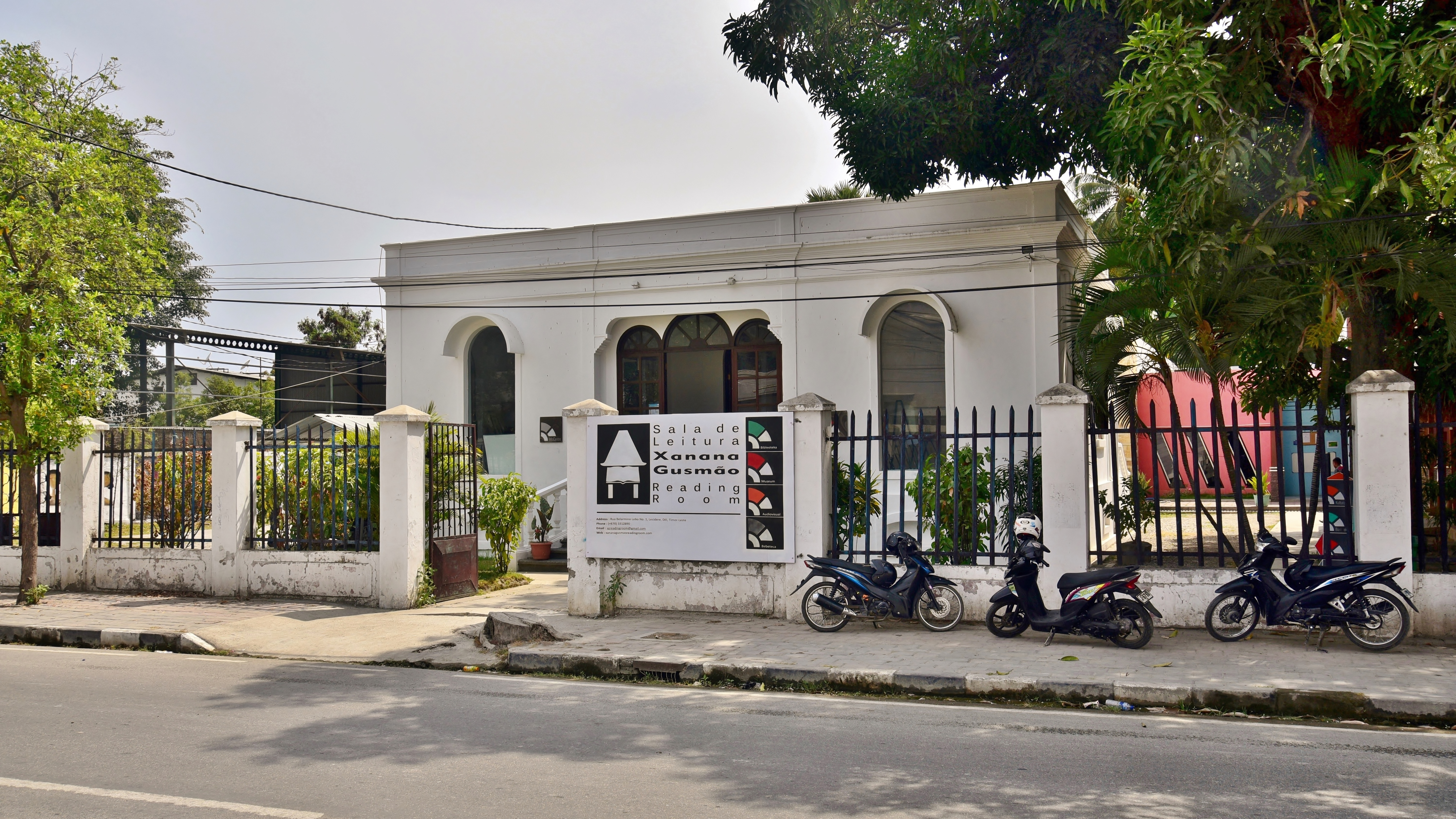
Xanana Reading Room

## Klima

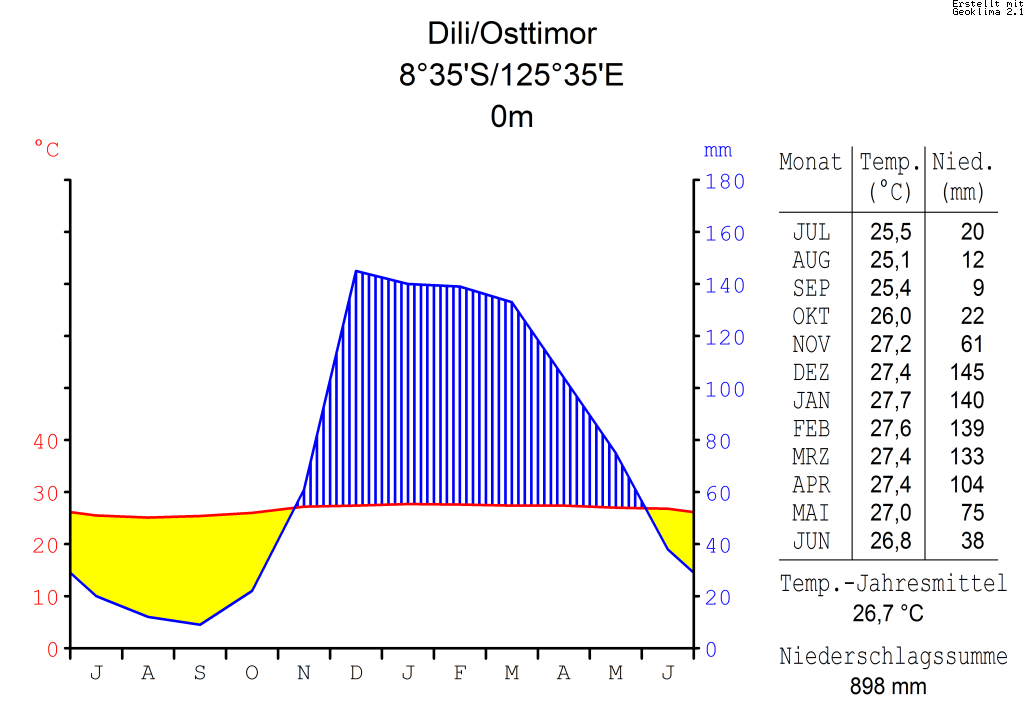
Klimadiagramm von Dili

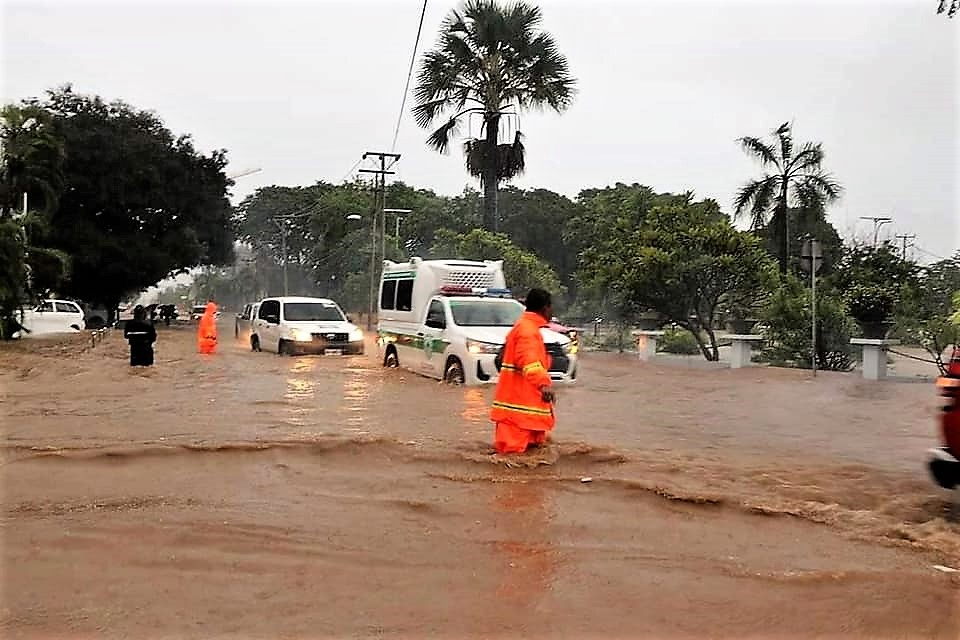
Überflutungen in Dili (Dez. 2021)

Dilis Klima ist typisch für die Nordküste Osttimors. In der Trockenzeit werden Temperaturen bis über 35 °C erreicht, nachts sinkt das Thermometer auf 20 °C. In der Regenzeit liegt die Temperatur bei etwa 27 °C. Der Jahresdurchschnitt liegt bei 26,7 °C. Regen fällt fast nur in der Regenzeit von Ende November bis April. Dann können die Straßen Dilis durch die Regenmengen schon mal unter Wasser stehen. Die durchschnittliche jährliche Niederschlagsmenge liegt bei 1000 mm. Der Wind weht in Dili im Monatsdurchschnitt am schwächsten im Mai mit 7 km/h und am stärksten im August mit 12 km/h.
|                                                 | Jan       | Feb       | Mär       | Apr       | Mai         | Jun         | Jul         | Aug         | Sep         | Okt         | Nov         | Dez   | Jahr   |
| ----------------------------------------------- | --------- | --------- | --------- | --------- | ----------- | ----------- | ----------- | ----------- | ----------- | ----------- | ----------- | ----- | ------ |
| Durchschnittstemperatur [°C]                    | 28,3      | 28,3      | 28,3      | 28,3      | 28,1        | 27,5        | 26,7        | 26,4        | 26,4        | 27,2        | 28,6        | 28,9  | 27,8   |
| Durchschnittliches Tagesmaximum [°C]            | 31,1      | 31,1      | 31,7      | 31,7      | 31,7        | 31,1        | 30,6        | 30,6        | 30,6        | 31,1        | 32,2        | 32,2  | 31,3   |
| Durchschnittliches Tagesminimum [°C]            | 25,6      | 25,6      | 25,0      | 25,0      | 24,4        | 23,9        | 22,8        | 22,2        | 22,2        | 23,3        | 25,6        | 25,6  | 24,2   |
| Absolutes Temperaturmaximum [°C]                | 36,1      | 35,0      | 36,7      | 36,1      | 35,0        | 36,7        | 33,3        | 35,0        | 33,9        | 33,9        | 35,0        | 35,0  | 36,7   |
| Absolutes Temperaturminimum [°C]                | 21,1      | 22,8      | 20,0      | 21,7      | 20,6        | 18,9        | 16,1        | 17,2        | 16,1        | 18,3        | 21,1        | 22,8  | 16,1   |
| Durchschnittliche Regenmenge [mm]               | 127,0     | 119,4     | 137,2     | 109,2     | 86,4        | 25,4        | 12,7        | 5,1         | 7,6         | 22,9        | 50,8        | 139,7 | 843,4  |
| Maximale Regenmenge [mm]                        | 161,9     | 143,9     | 157,4     | 148,4     | 149,8       | 139,2       | 137,1       | 130,1       | 127,5       | 149,6       | 159,9       | 168,6 | 1773,5 |
| Durchschnittliche Anzahl an Regentagen          | 13        | 13        | 11        | 9         | 6           | 4           | 3           | 1           | 1           | 2           | 6           | 11    | 80     |
| Durchschnittliche Sonnenscheindauer [h/d]       | 6,1       | 5,7       | 7,6       | 7,8       | 8,6         | 8,2         | 8,8         | 9,4         | 9,6         | 9,6         | 9,0         | 7,1   | 8,1    |
| Durchschnittliche Wassertemperatur [°C]         | 26,7      | 26,4      | 26,4      | 27,2      | 28,6        | 28,9        | 28,3        | 28,3        | 28,3        | 28,3        | 28,1        | 27,5  | 27,8   |
| Durchschnittliche relative Luftfeuchtigkeit [%] | 80        | 82        | 80        | 77        | 75          | 72          | 71          | 70          | 71          | 72          | 73          | 77    | 75     |
| Durchschnittliche Windgeschwindigkeit [km/h]    | 10        | 8         | 9         | 8         | 7           | 8           | 10          | 12          | 11          | 11          | 11          | 10    | -      |
| Jahreszeit                                      | Regenzeit | Regenzeit | Regenzeit | Regenzeit | Trockenzeit | Trockenzeit | Trockenzeit | Trockenzeit | Trockenzeit | Trockenzeit | Trockenzeit | RZ    |        |

Quelle: Phytosociological Research Center; wetterkontor.de; Direcção Nacional de Estatística: Timor-Leste in figures 2011 (PDF; 3,8 MB), abgerufen am 5. Mai 2013

Bearbeiten

## Wirtschaft, Infrastruktur und Verkehr

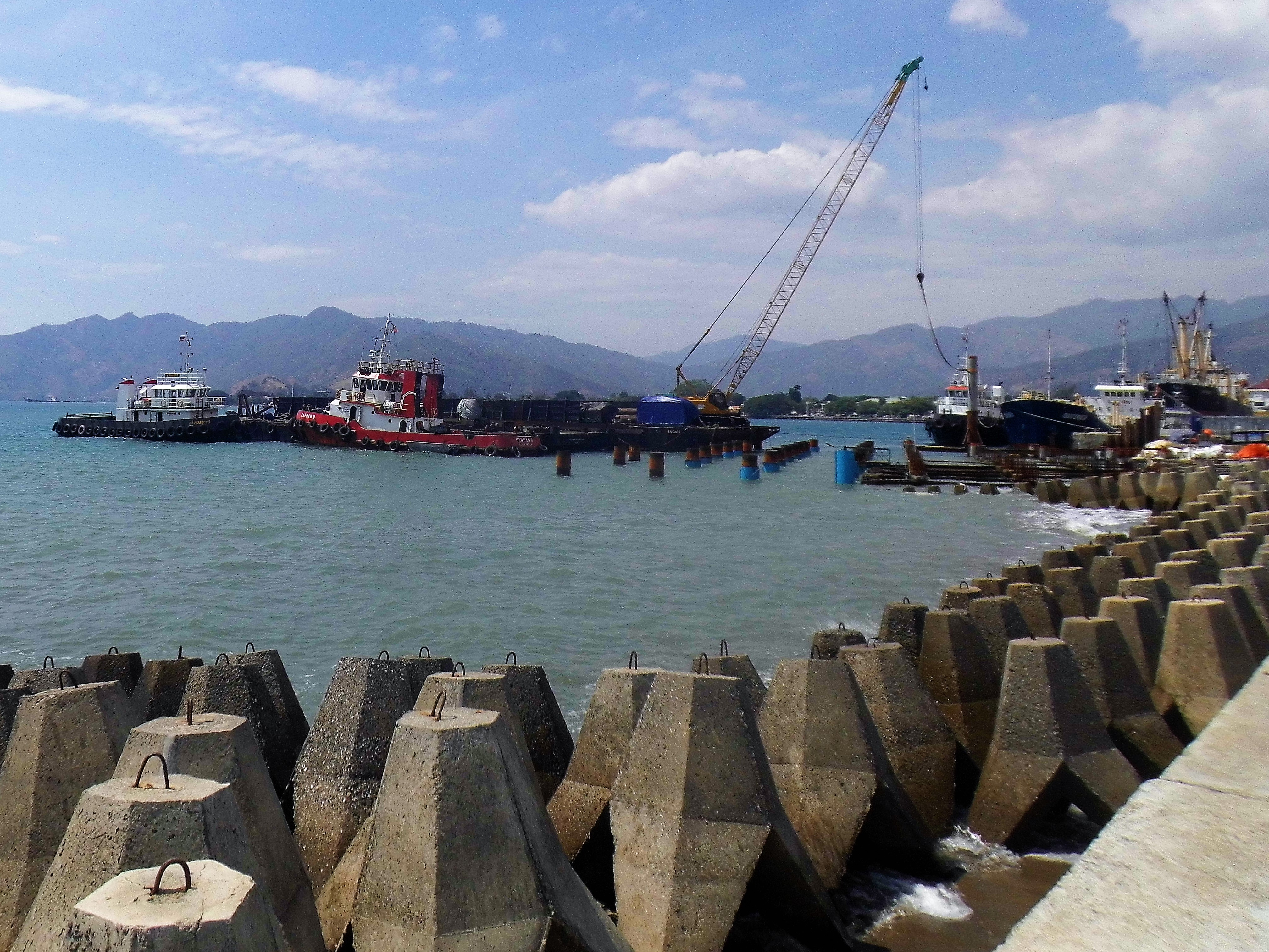
Der Hafen von Motael

Dili ist die wichtigste Hafenstadt Osttimors. Der Hafen liegt im Stadtteil Motael. Fähren verbinden Dili mit der vorgelagerten Insel Atauro und der osttimoresischen Exklave Oe-Cusse Ambeno. Der neue Frachthafen von Dili in der Bucht von Tibar soll um den 30. September 2022 offiziell in Dienst gestellt werden.
Der Flughafen Presidente Nicolau Lobato International Airport wird sowohl zivil als auch militärisch genutzt. Er ist nach dem osttimoresischen Premierminister vor der indonesischen Besetzung, späteren Präsidenten und Freiheitskämpfer Nicolau dos Reis Lobato benannt. Busse verbinden die Hauptstadt mit den anderen Orten im Land. Besser ausgebaute Überlandstraßen führen durch Dili entlang der Küste von West nach Ost und nach Süden in das Landesinnere Richtung Aileu.
26,2 % der Haushalte in der Gemeinde Dili (mit der Insel Atauro und den ländlichen Gebieten im Osten und Süden) betreiben Ackerbau, 50,1 % Viehzucht (Stand: 2010). An den Küsten wird gefischt. In Metinaro wird etwas Reis angebaut (1 % aller Haushalte in der Gemeinde Dili), in den Bergen gibt es Obstbäume und in der Stadt haben die Einwohner kleine Küchengärten. Von allen Haushalten in der Gemeinde bauen 15 % Kokosnusspalmen an, 10 % Gemüse, 3 % Kaffee, 17 % Maniok (Produktion 2008: 1.129 t) und ebenso viele Mais (1.885 t). Als Haustiere halten die Menschen hauptsächlich Hühner (69.310 in 34 % der Haushalte) und Schweine (28.571, 36 %). Daneben auch Ziegen (14.486, 10 %), Rinder (3.597, 2 %), Wasserbüffel (1.467, 1 %), Schafe (1.784, 1 %) und Pferde (1.430, 1 %). Mit 48 % arbeiten zudem so viele Timoresen in Dienstleistungsbereichen (zum Beispiel Verwaltung, Hotelgewerbe und Transport) wie in keiner anderen Gemeinde des Landes.
Abgesehen über den Landweg von Westtimor aus reisen die meisten Touristen über Dilis Flughafen nach Osttimor ein. Neben den architektonischen und historischen Sehenswürdigkeiten finden sich mehrere Tauchplätze mit Korallenriffen, teils direkt an den Stränden der Stadt. Im Reisezielranking 2018 der US-amerikanischen Nachrichtenagentur USA Today über 193 Länder nahm Dili einen der ersten Plätze ein.
Die Versorgung der Bevölkerung erfolgt hauptsächlich über Straßenmärkte und kleine Geschäfte. Der größte Markt ist der Mercado Taibesi. 2011 eröffnete mit dem Timor Plaza, Osttimors erstes Einkaufszentrum.
Strom kommt vor allem aus dem östlich gelegenen Kraftwerk Hera.

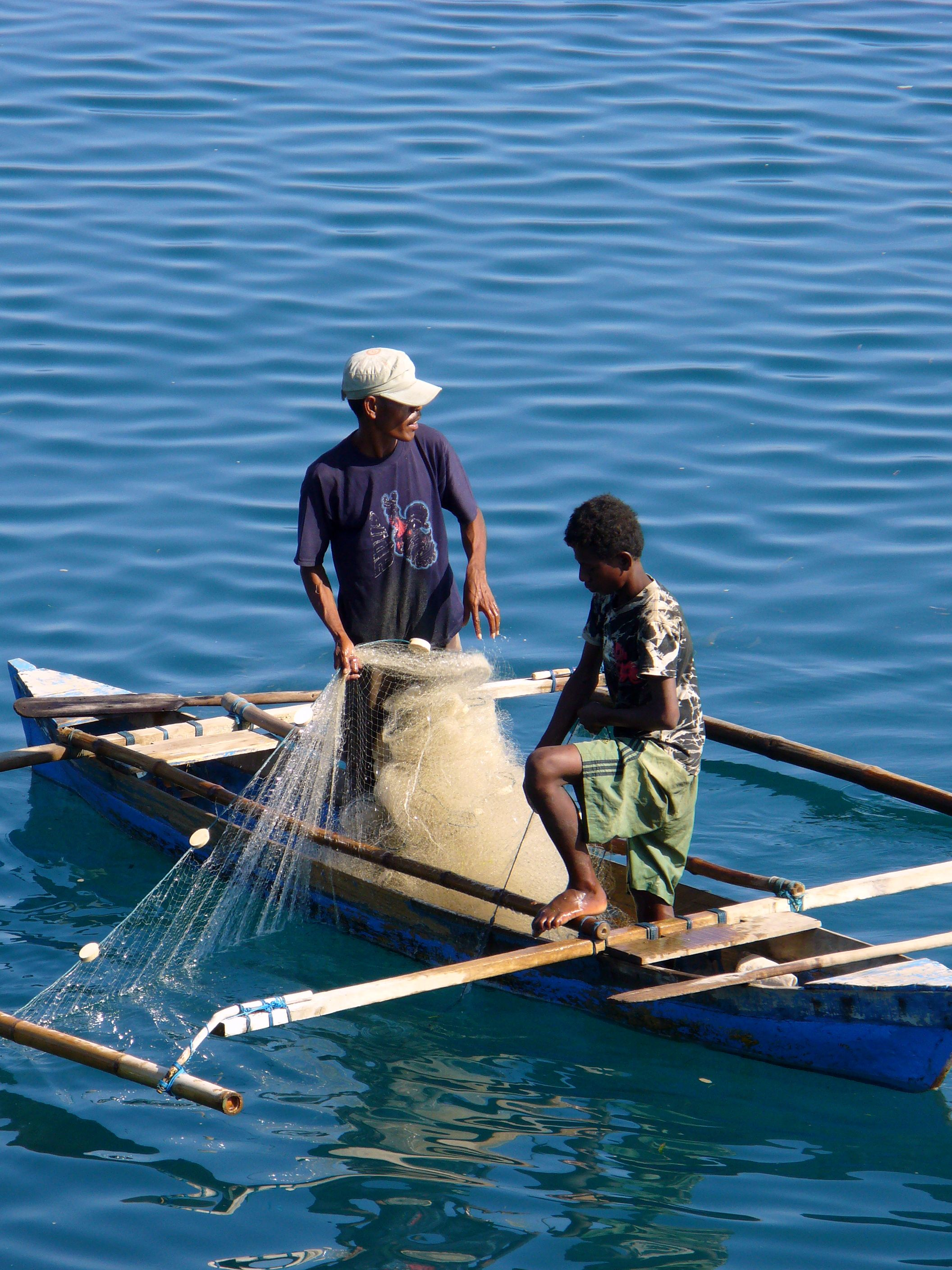
Fischer in Dili
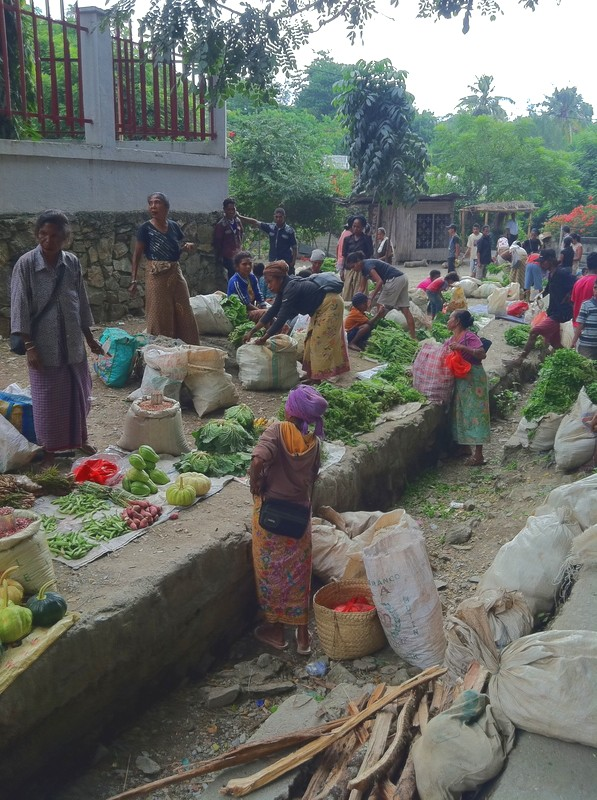
Markt in Balide
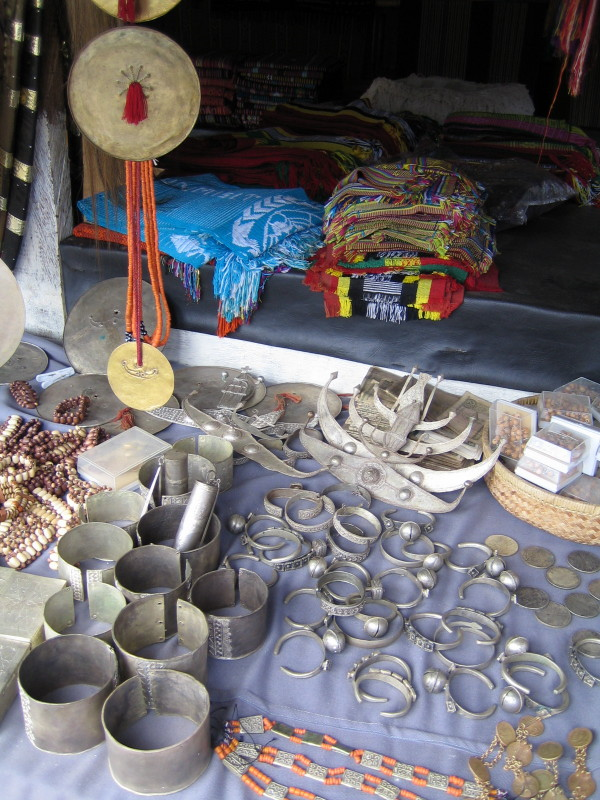
Silberschmuck und Tais auf einem Markt in Dili
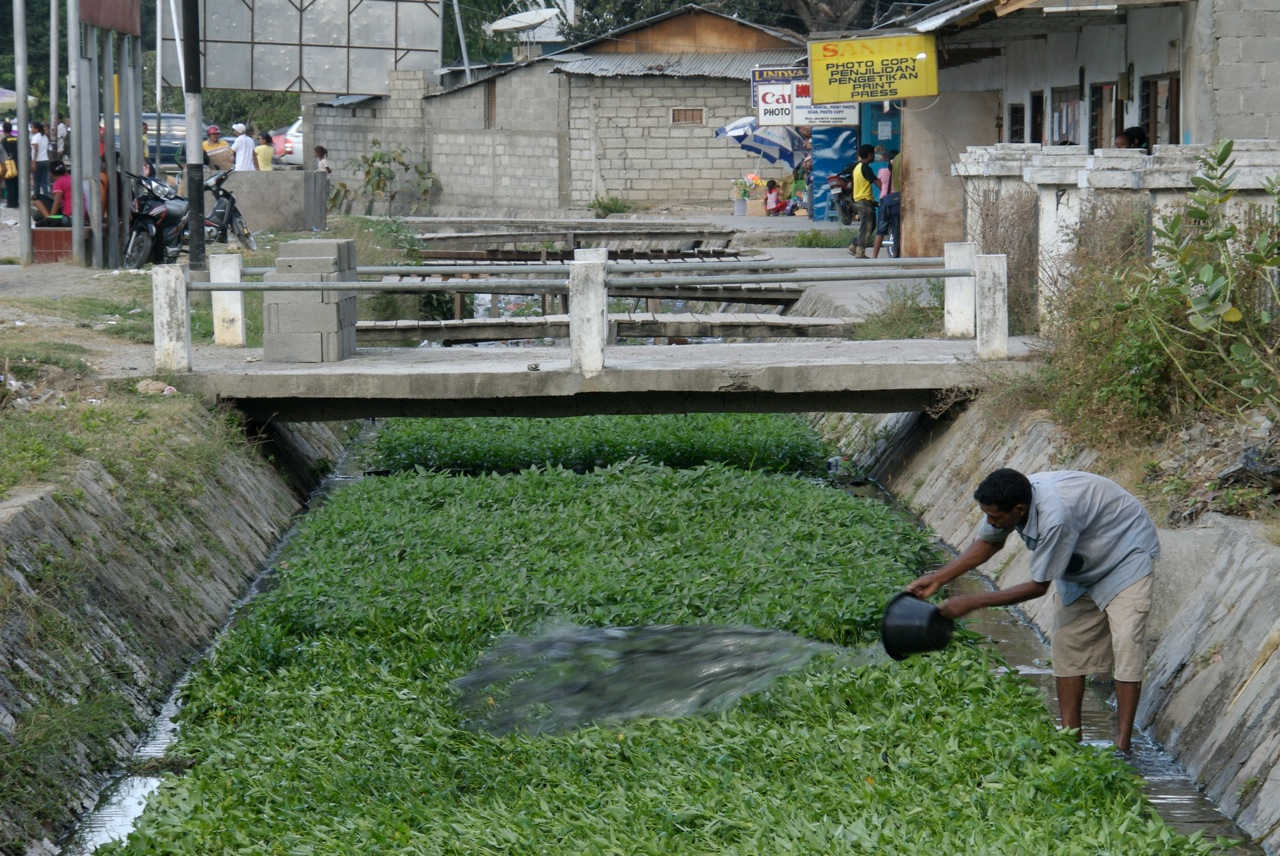
Wasserspinatkultur (Kanko) in einem Kanal
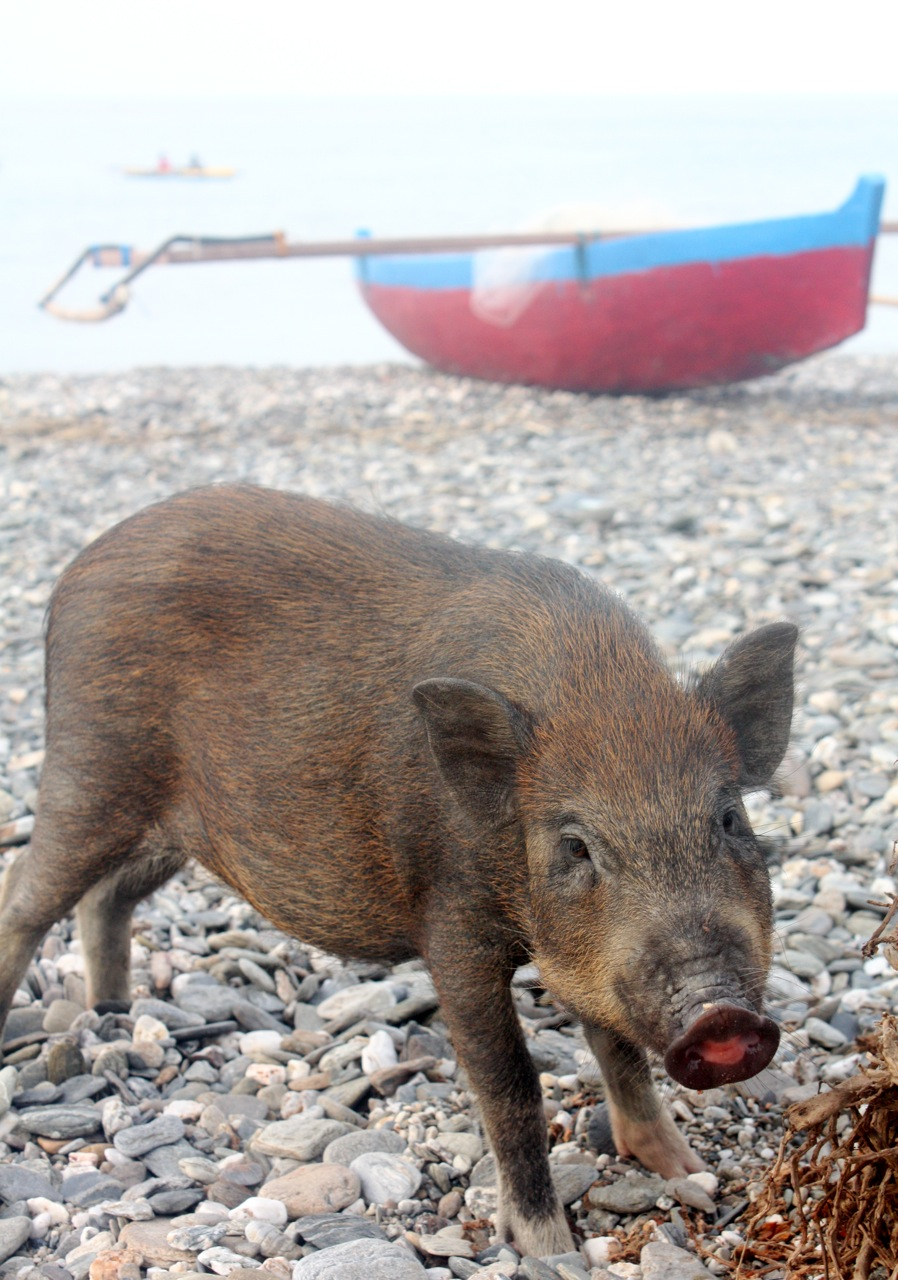
Schwein am Strand von Dili
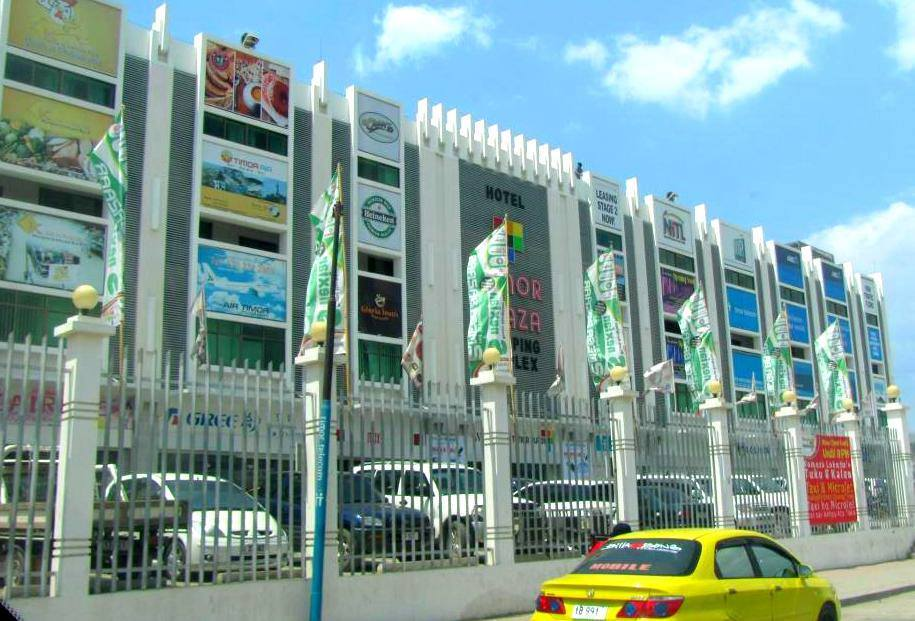
Einkaufszentrum Timor Plaza

## Medien
Zwei kommunale Radiosender senden aus Dili: Lorico Lian (FM 100,5 MHz) und Rakambian (FM 99,5 MHz). Außerdem gibt es den englischsprachigen Sender M3 Radio Dili 88.8 FM, den landesweiten öffentlichen Sender Radio Nacional de Timor Leste (RTL), den katholischen Sender Radio Timor Kmanek RTK und den FRETILIN-Sender Radio Maubere (FM 99,9 MHz).
Auch die Fernsehsender Osttimors haben alle ihren Sitz in Dili.

## Bildung
Die Nationaluniversität von Timor-Leste UNTL hat zurzeit fünf Fakultäten. Landwirtschaft, Politikwissenschaft, Wirtschaft, Lehramt und Ingenieurwesen. Im Juli 2001 wurden das Nationale Zentrum für wissenschaftliche Forschung (Centro Nacional de Investigação Científica) und das Instituto Nacional de Linguística (Nationale Institut für Linguistik) gegründet. Weitere Universitäten sind die privaten Universidade da Paz (UNPAZ) und Universidade de Díli (UNDIL). Von der Agência Nacional para a Avaliação e Acreditação Académica (ANAAA) als Hochschule akkreditiert sind in Dili außerdem das Institute of Business (IOB), das Dili Institute of Technology (DIT), das Instituto Ciencias Religiosa (ICR), das Instituto Professional de Canossa (IPDC) und das Instituto Superior Cristal (ISC).
2009 wurde mit der Hadahur Music School auch die erste Musikschule des Landes im Stadtteil Becora eröffnet.
Weitere Bildungseinrichtungen sind unter anderem die Dili International School (DIS), das Instituto Camões (portugiesische Kulturzentrum) und das Colégio de São José.

## Sport

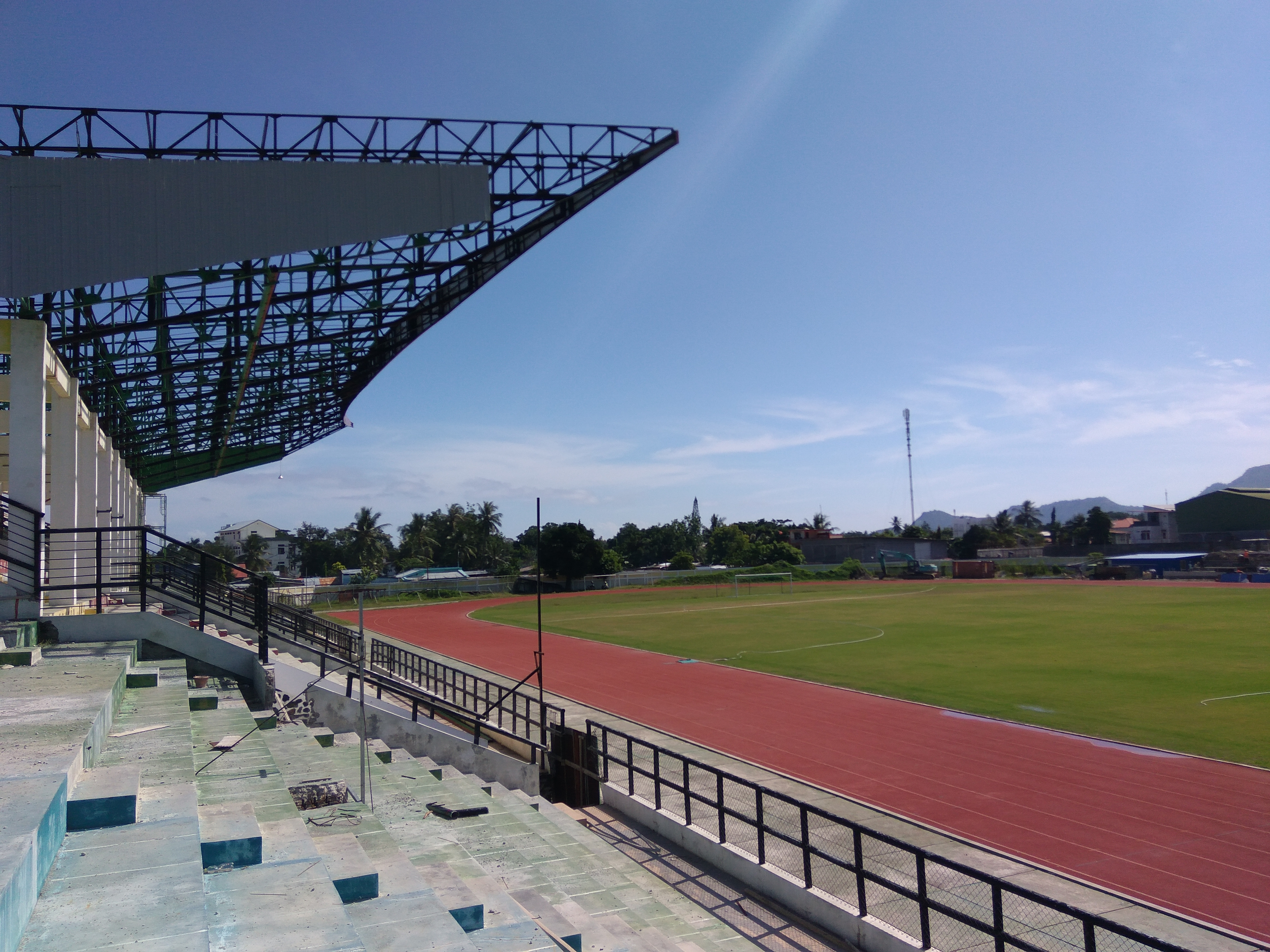
Nationalstadion von Osttimor

Im Nationalstadion von Osttimor im Stadtteil Audian finden Spiele der nationalen Ligen statt. Der Großteil der Vereine in der ersten und zweiten Division der Liga Futebol Amadora kommt aus Dili. 2010 und 2011 wurde die Mannschaft von Dili Leste (Dili Ost) Gewinner des damaligen Taça Digicel.
Jährlich startet und endet in Dili die Tour de Timor, eines der härtesten Mountainbike-Rennen der Welt. Außerdem findet jährlich der Dili-Marathon statt.

## Städtepartnerschaften
Mit folgenden Städten bestehen Partnerschaften:
- Barcelona, Spanien
- Canberra, Australien
- Coimbra, Portugal (seit 29. November 2002)[42]
- Darwin, Australien, (seit 18. September 2003)
- Lissabon, Portugal
- Macau, Volksrepublik China (seit 27. September 2024)[43]
- Okinawa, Japan
- São Paulo, Brasilien
- Sydney, Australien

## Persönlichkeiten aus Dili

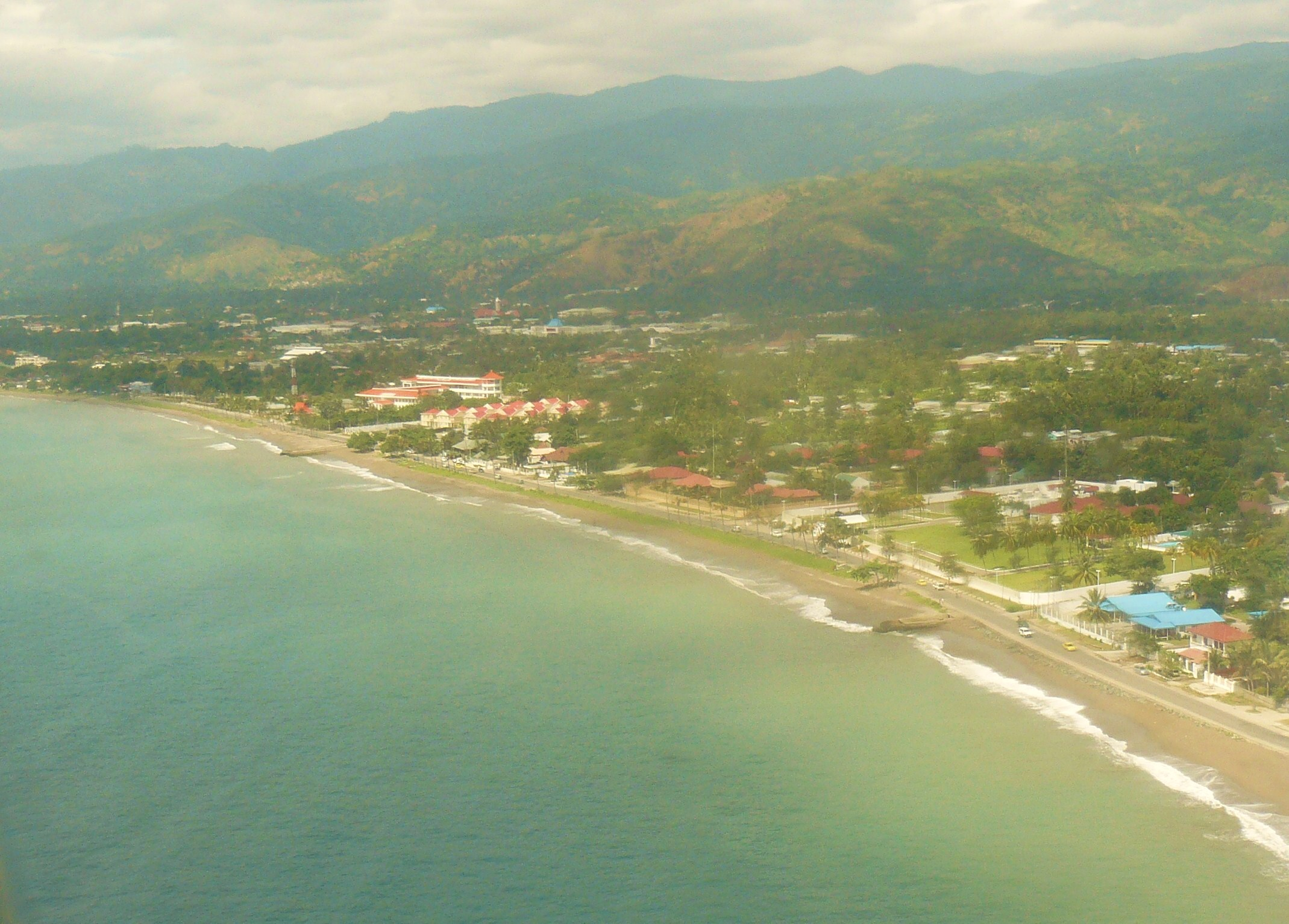
Der Stadtteil Fatuhada aus der Luft

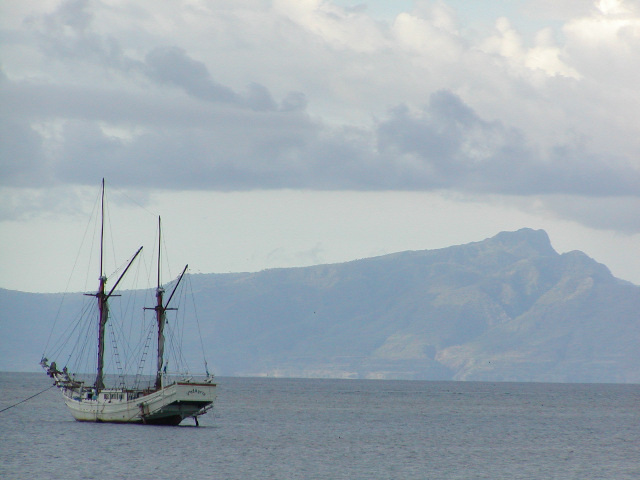
Bucht von Dili

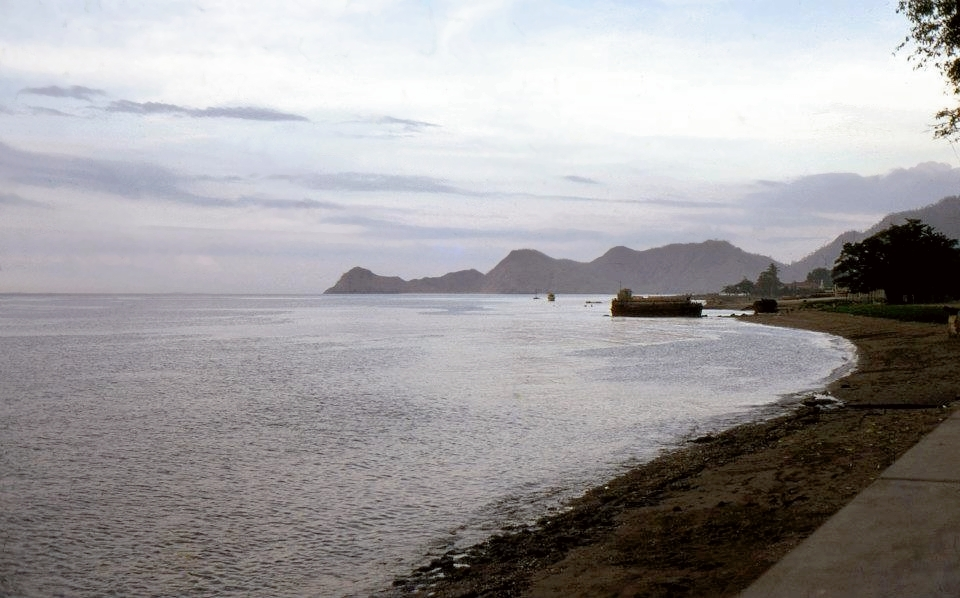
Das Ostufer der Bucht erinnert an den Kopf eines Krokodils

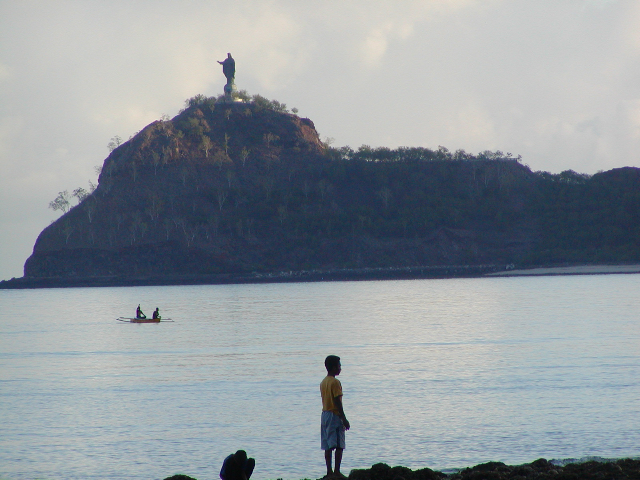
Die Jesusstatue oberhalb der Bucht von Dili

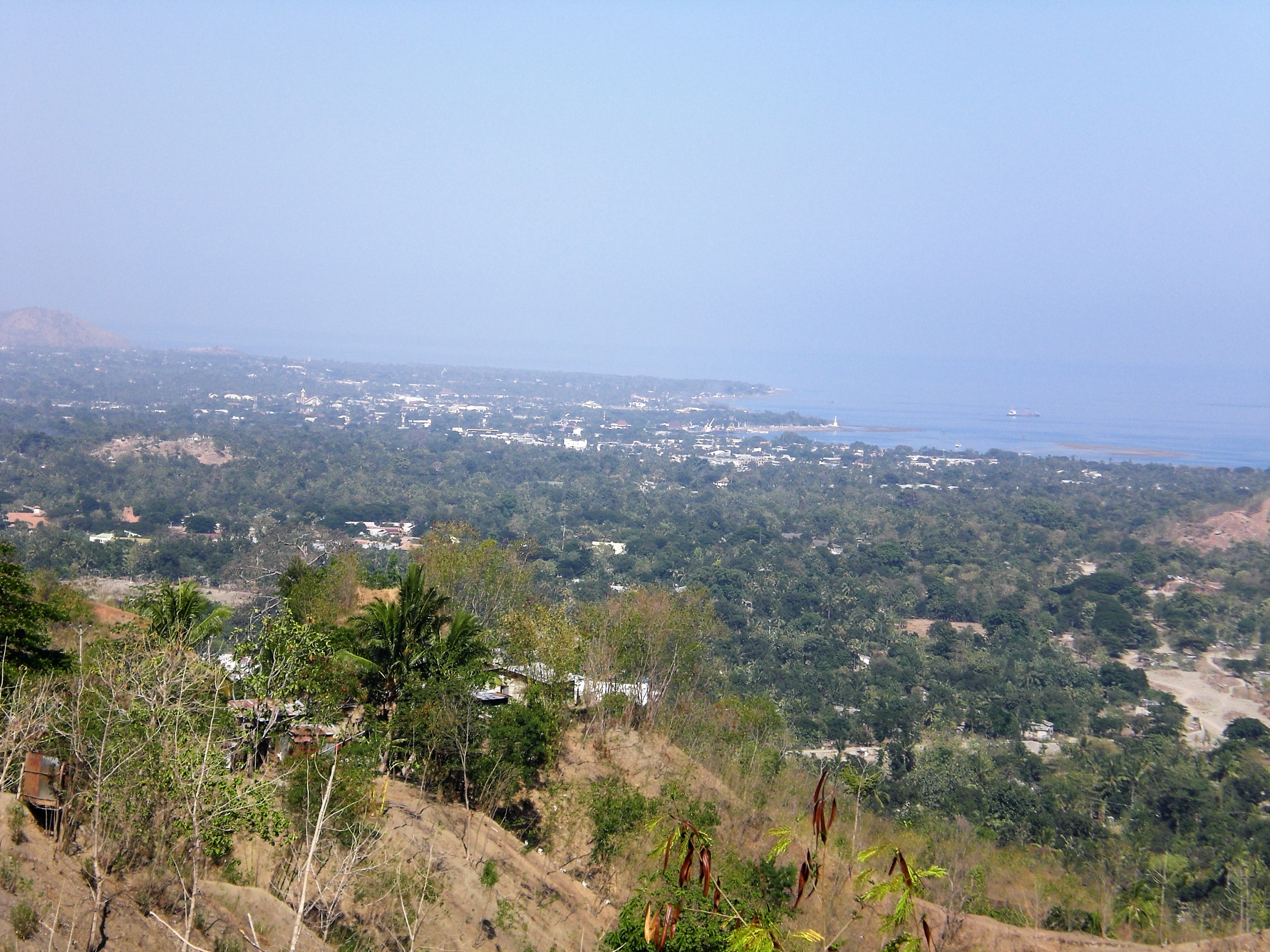
Blick auf Dili von Osten aus

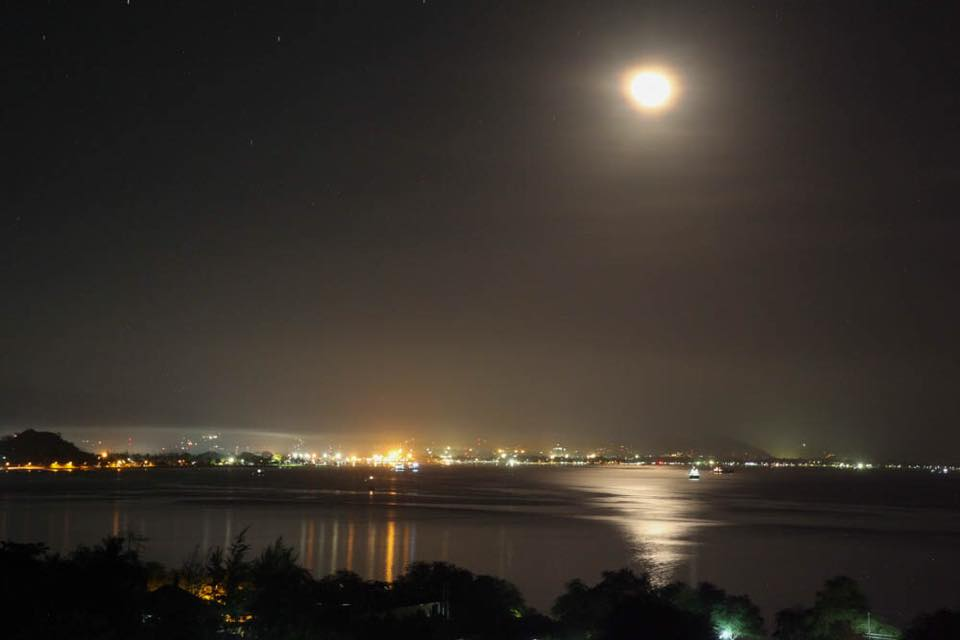
Nacht in Dili

- Fernando Sylvan (1917–1993), Dichter und Autor
- Guido Valadares (1934–1976), Politiker
- Maria de Fátima Wadhoomall Gomes (1940–2020), Pastorin
- Marí Alkatiri (* 1949), Premierminister
- José Ramos-Horta (* 1949), Friedensnobelpreisträger, Staatspräsident und Premierminister
- Roque Rodrigues (* 1949), Politiker
- Paulo de Fátima Martins (* 1950), Polizist und Politiker
- Tomé Diogo (* 1952), osttimoresisches Mitglied der indonesischen Streitkräfte
- Estanislau da Silva (* 1952), Politiker
- Rui Augusto Gomes (* 1958), Politiker, seit 2017 Finanz- und Planungsminister
- Florentina da Conceição Pereira Martins Smith (* 1958), Politikerin
- Alberto Carlos (* 1960), Politiker und Diplomat
- José Manuel Carrascalão (* 1960), Politiker
- Filomeno Jacob (* 1960), römisch-katholischer Geistlicher, Minister und Hochschullehrer an der Gregoriana
- Paulino Monteiro Soares Babo (* 1962), Politiker
- Bendita Moniz Magno (* 1962), Politikerin
- Manuel Vong (* 1962), Politiker
- Inês Maria de Almeida (* 1963), Diplomatin
- José Teixeira (* 1964), Politiker
- Alberto da Silva Cruz (* 1966), Politiker
- Milena Pires (* 1966), Politikerin, Programmkoordinatorin von UNIFEM Osttimor
- Gertrudes Araújo Moniz (* 1967), Politikerin
- Maria do Céu Sarmento (* 1968), stellvertretende Gesundheitsministerin
- Fernanda Borges (* 1969), Parteivorsitzende der Partido Unidade Nacional
- Natalino dos Santos Nascimento (* 1969), Politiker
- Silverio Pinto Baptista (* 1969), Beamter und Menschenrechtler
- Sandra Pires (* 1969), portugiesisch-österreichische Sängerin, lebt in Wien
- Ivo Jorge Valente (* 1969), Politiker
- Sofia Borges (* 1970), Politikerin, Programmkoordinatorin von UNIFEM Osttimor
- Ângela Corvelo (* 1970), Politikerin
- Nélson Martins (* 1970), Mediziner und Politiker; geboren in Vila Verde, einem Ortsteil von Dili
- Marito Mota (* 1970), Politiker
- Virgínia Ana Belo (* 1971), Politikerin
- Eládio António Faculto de Jesus (* 1971), Politiker
- João Bosco Cárceres (1972–2022), Unabhängigkeitsaktivist und Politiker
- Martinho de Araújo (* 1973), Gewichtheber
- António Freitas (* 1973), Beamter
- Carlos Galambas (* 1973), portugiesischer Handballspieler, -trainer und -manager
- Maria Angélica Rangel da Cruz dos Reis (* 1973), Betriebswirtin und Politikerin
- Francisco Dionisio Fernandes (* 1974), Diplomat
- Cedelizia Faria dos Santos (* 1975), Beamtin und Politikerin
- Maria Adozinda Pires da Silva (* 1975), Politikerin
- Maria Angelina Lopes Sarmento (* 1978), Politikerin; geboren in Lahane Oriental, einem Ortsteil von Dili
- Calisto da Costa (* 1979), Marathonläufer
- Simplício dos Santos Mendonça (1979–2019), Beamter und Administrator
- José Virgílio Rodrigues Ferreira (* 1979), Politiker
- Eusebio de Almeida (* 1985), Fußballspieler
- Nélia Soares Menezes (* 1986), Politikerin
- Olegario Boavida (* 1994), Fußballspieler
- Nataniel Reis (* 1995), Fußballspieler
- Henrique Cruz (* 1997), Fußballspieler
- Filomeno (* 1998), Fußballspieler
- Nélia Martins (* 1998), Mittelstreckenläuferin und Olympiateilnehmerin
- Rubia Fátima Martins (* 2000), Leichtathletin
- Manuel Ataide (* 2001), Mittelstreckenläufer und Olympiateilnehmer
- Angela Freitas (* 2001), Langstreckenläuferin und Olympiateilnehmerin